# 弗兰斯·哈尔斯
弗兰斯·哈尔斯（荷蘭語：Frans Hals，约1580年－1666年8月26日），荷兰黄金时代肖像画家，以大胆流畅的笔触和打破传统的鲜明画风闻名于世。

## 生平

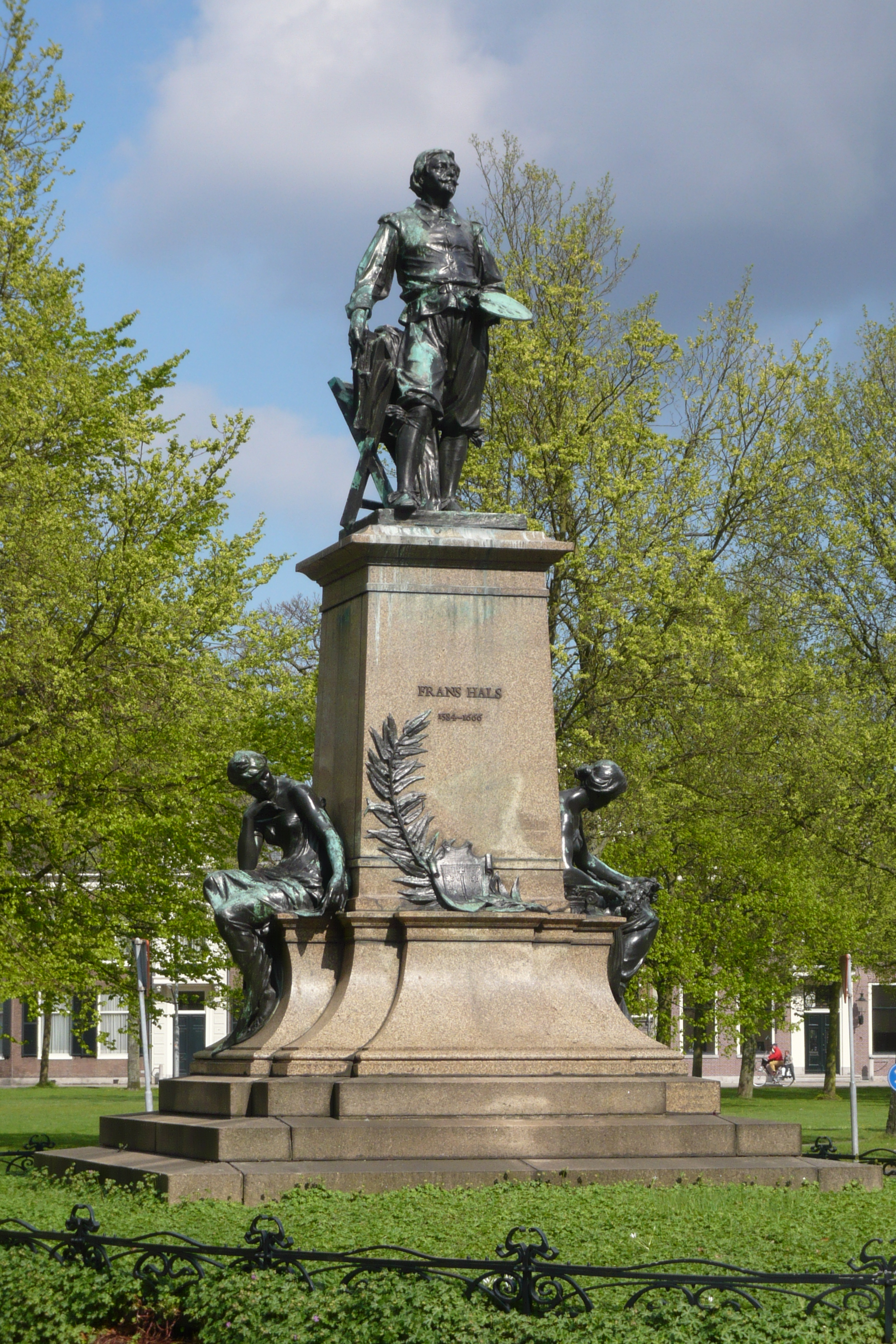
哈勒姆法兰公园（Florapark）中的弗兰斯·哈尔斯铜像，建于1900年

### 早年
哈尔斯约于1580年在安特卫普出生。像许多家庭一样，哈尔斯家在安特卫普围困期间（1584年－1585年）从西属荷兰逃离至北部的哈勒姆，之后哈尔斯在这里度过了一生。
在1600年至1603年期间他曾拜师于卡雷尔·范曼德尔，一位弗拉芒移民画家及传记家，但其风格主义影响在哈尔斯的作品中并不明显。27岁时，哈尔斯加入了当地的画家工会——哈勒姆圣路加工会，并开始以为市议会修复艺术品谋生。其师范·曼德尔在《画书》（出版于1604年）一书中记载了许多由哈尔斯修复过的画作，其中值得一提的有悬于哈勒姆的圣扬教堂中海特亨·托特·圣扬斯、扬·范斯科雷尔和扬·莫斯塔特等人的作品。修复工作费用由市议会支出。所有与宗教有关的艺术品都在宗教改革后被政府没收了，由市长决定哪些艺术品可以悬挂在市政厅里，之后正式的修复工作才正式开始。其他被认为“过于天主教”的作品被全数售给了Cornelis Claesz van Wieringen，一位工会成员，因此这些作品可以离开哈勒姆。正是在这样的环境下哈尔斯才开始画肖像画，因为人们已不再追求宗教性的画作了。
已知哈尔斯最早的个人的作品是于1611年完成的肖像画《雅各布斯·扎菲乌斯》；他的第一幅造成轰动的画是于1616年完成的群体肖像画《圣乔治市民警卫队官员之宴》；而至今最为人们熟悉的画作应是1649年所作的《笛卡尔》。
哈尔斯一生中曾有两任妻子，共育有十子。他与第一任妻子安贝克·阿贝尔（Anneke Abeel）于1610年结婚并育有两子，不幸的是安妮克于1615年病危逝世。两年后哈尔斯迎娶了第二任妻子利丝贝特·雷尼尔斯（Lysbeth Reyniers），一个渔夫的女儿。他们只能在哈勒姆城外的斯帕伦丹举行婚礼，因为当时里斯波斯已怀孕八个月，因宗教原因不能在城中结婚。之后里斯波斯共育有八子。

### 中年
根据哈勒姆的历史档案中记载，哈尔斯也曾当过公民警卫（指当时荷兰民间为保护城市而自愿成立的民兵组织）。这一点曾引起人们猜测认为在1639年完成的作品《圣乔治市民警卫队官员》中有一人正是画家本人，但从来都没有被证实过。另一个证据是，此画中同时出现了官员和其他人，而被绘入画中是官员才有的权利，是一般的成员所没有的。这可能是由于哈尔斯曾为此警卫队作三次画后作为感激而得到的特权，所以能在画中出现。
哈尔斯共作有约300幅画，迄今已知的画作全部是肖像画。因为在黄金时代期间荷兰盛行肖像画，所以哈尔斯别具一格的作品在当时十分受欢迎，他的风格也飞快地在荷兰盛行开来，影响了不少画家。

### 晚年
尽管哈尔斯一生中收到不少订单，晚年的他却穷困潦倒。1652年时为了还债给一位面包师，哈尔斯出售了不少物品，包括三件床垫和枕垫，一个大衣橱，一张桌子和五幅绘画（作者包括哈尔斯本人、他的儿子们、师父范·曼德尔及马尔滕·范海姆斯凯尔克 (Maarten van Heemskerck)）。几乎一文不名的他在1664年后只能靠政府每年给他的200弗罗林养老金勉强维生。
哈尔斯在1666年于哈勒姆去世，葬于城中的圣巴弗教堂。其妻里斯波斯不久后于一座医院中郁郁而终。

## 作品

### 作品风格
哈尔斯擅画肖像画，并以人物生动的姿态而出名。画中人多数是哈勒姆当地富有的居民，如彼得·范登布羅克和伊萨克·马萨。他还绘有不少群体肖像，主题多是公民警卫。他的画作生动地表现了社会不同层次中的人民与生活：军官的宴席或会议、枪手、工会成员、海军上将、将军、镇长、商人、律师、文员、流浪演员和歌手、名门世家、世俗老妪等等，展现出黄金时代期间荷兰人生活乐观、富裕的面貌。哈尔斯善于捕捉人物瞬间的表情，并能以巧妙而奔放的笔触将其栩栩如生地展现在画布上，生动的画面一反传统肖像画中人物死板的姿态。在群体肖像中，哈尔斯力求描绘每个人独特的面貌使他们清晰可辨，而人物生动的表情与姿势则体现了不同的性格，也使画面看起来更加真实。

### 艺术生涯

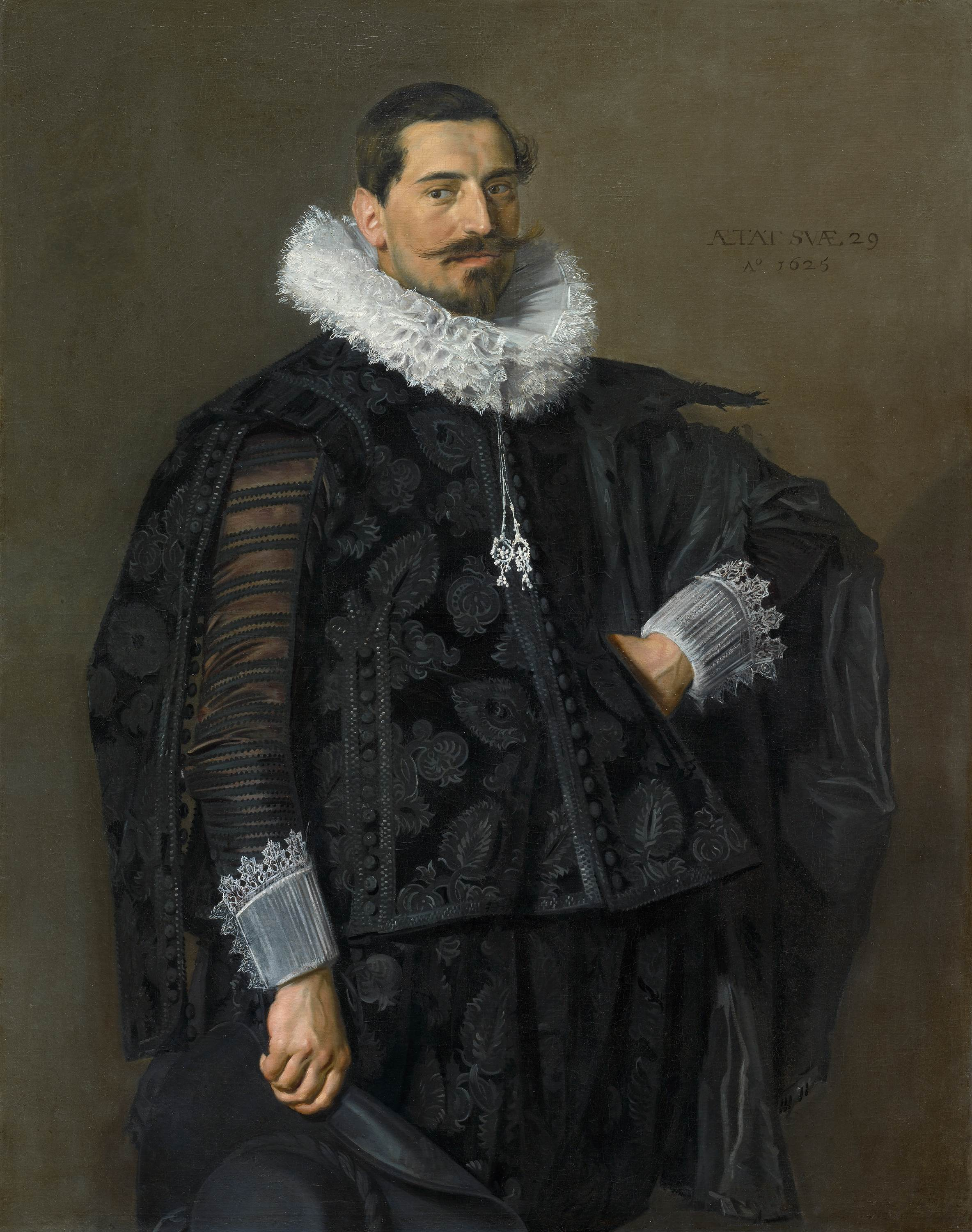
《雅克布·彼得松·奥利坎》（Jacob Pietersz Olycan，1596－1638），1625年，藏于莫瑞泰斯皇家美术馆
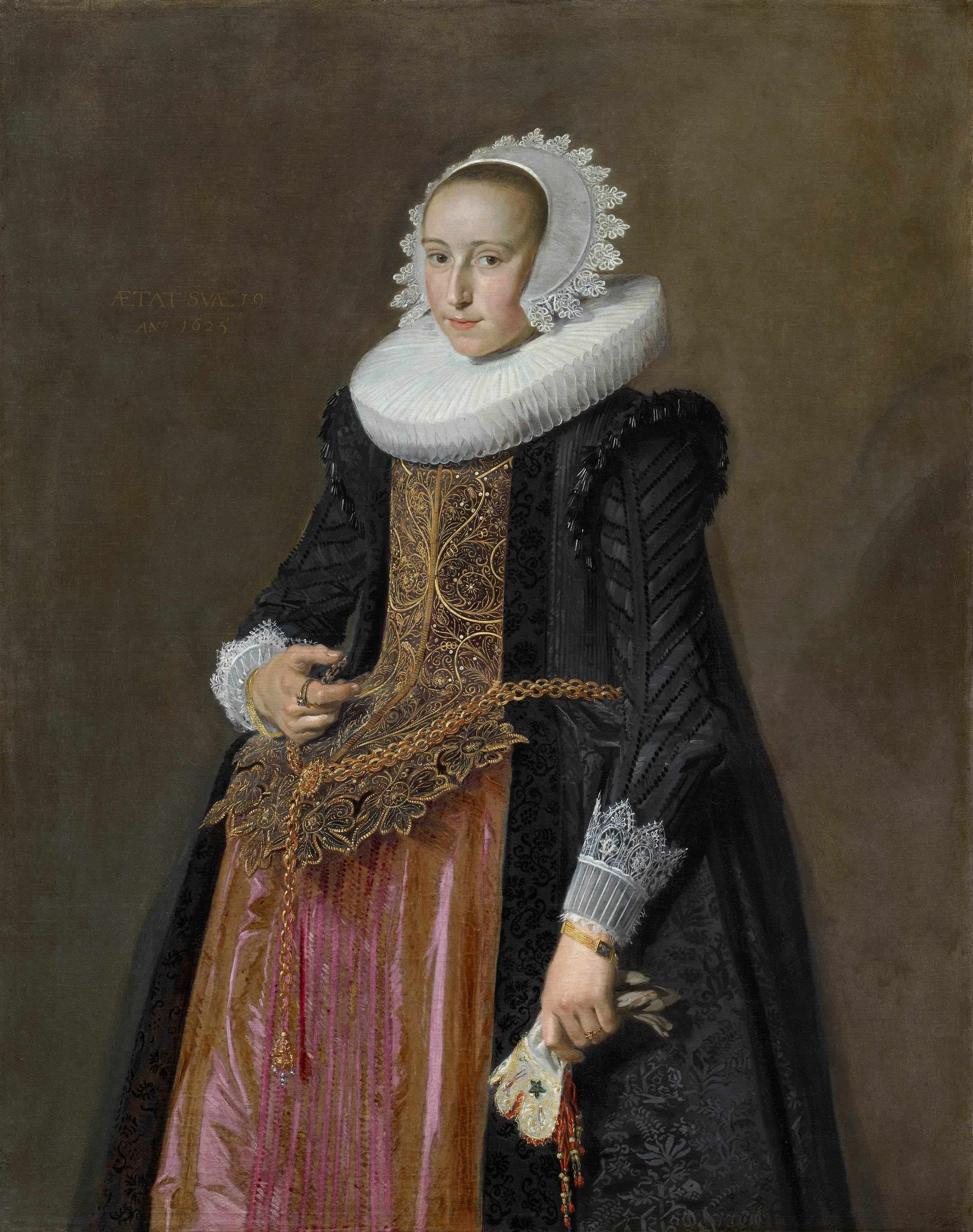
《阿莱塔·哈内曼斯》（Aletta Hanemans，1606－1653，雅克布·彼得松·奥利坎的新娘），1625年，藏于莫瑞泰斯皇家美术馆
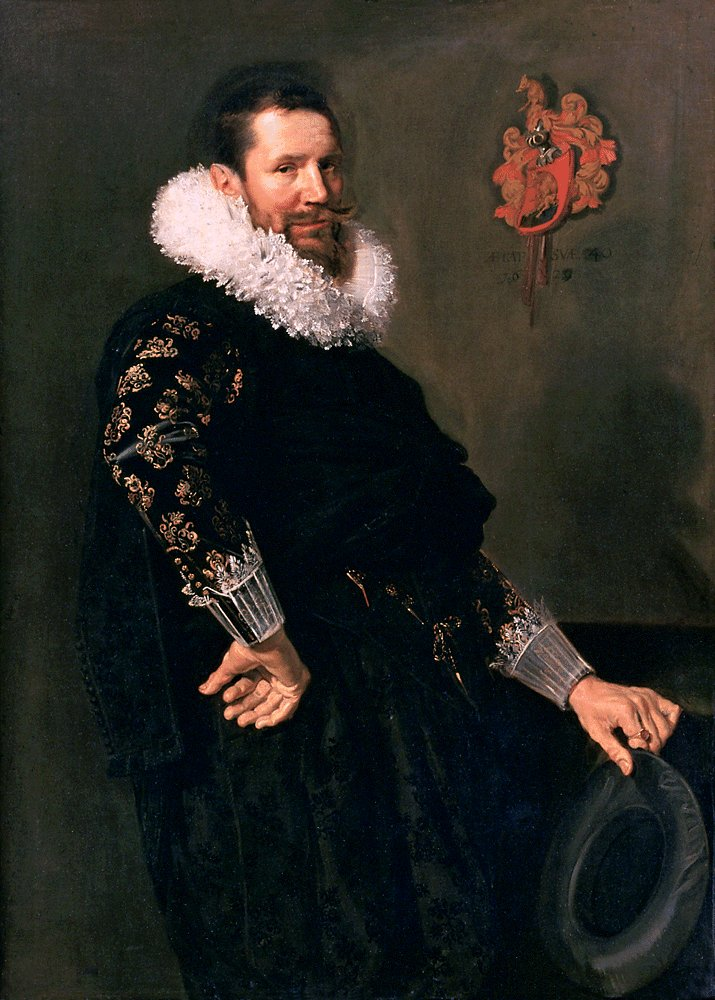
《保卢斯·贝勒斯泰因》（Paulus Beresteyn），1629年，藏于卢浮宫
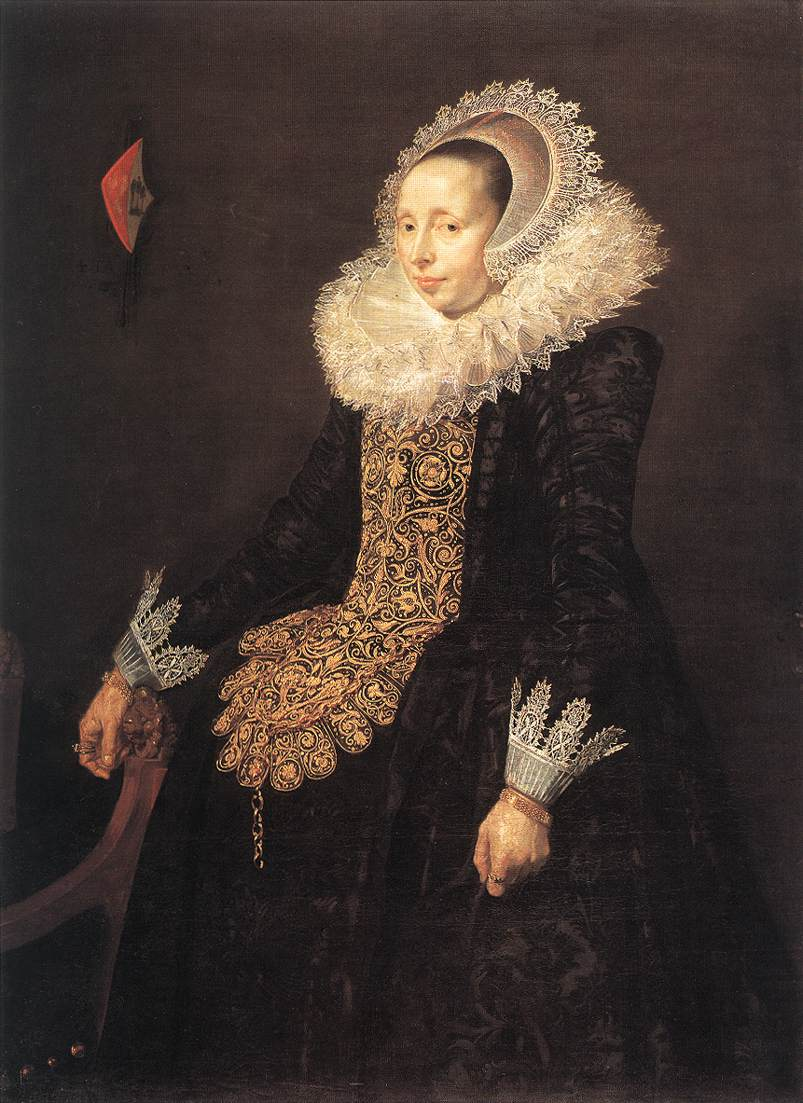
《卡塔里娜·波特·范德埃姆》（Catharina Both van der Eem，保卢斯·贝勒斯特因的新娘），1629年，藏于卢浮宫
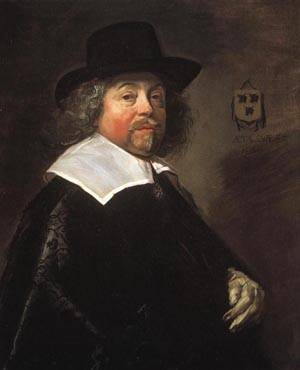
《约瑟夫·科伊曼斯》（Joseph Coymans，1591－1660），1644年，藏于哈特福德沃兹沃思学会
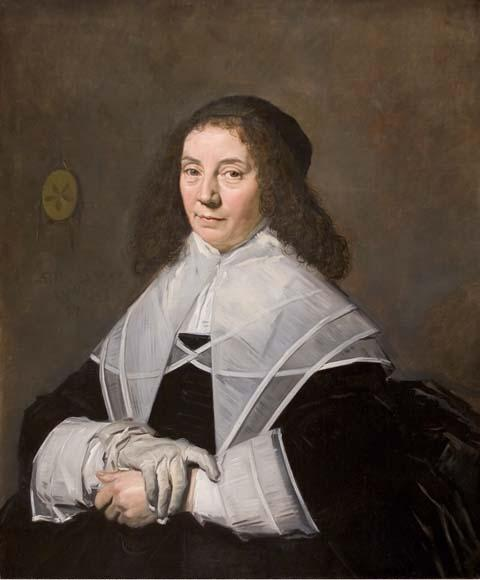
《多罗特娅·贝尔克》（Dorothea Berck，1593－1684，约瑟夫·科伊曼斯之妻），1644年，私人藏品
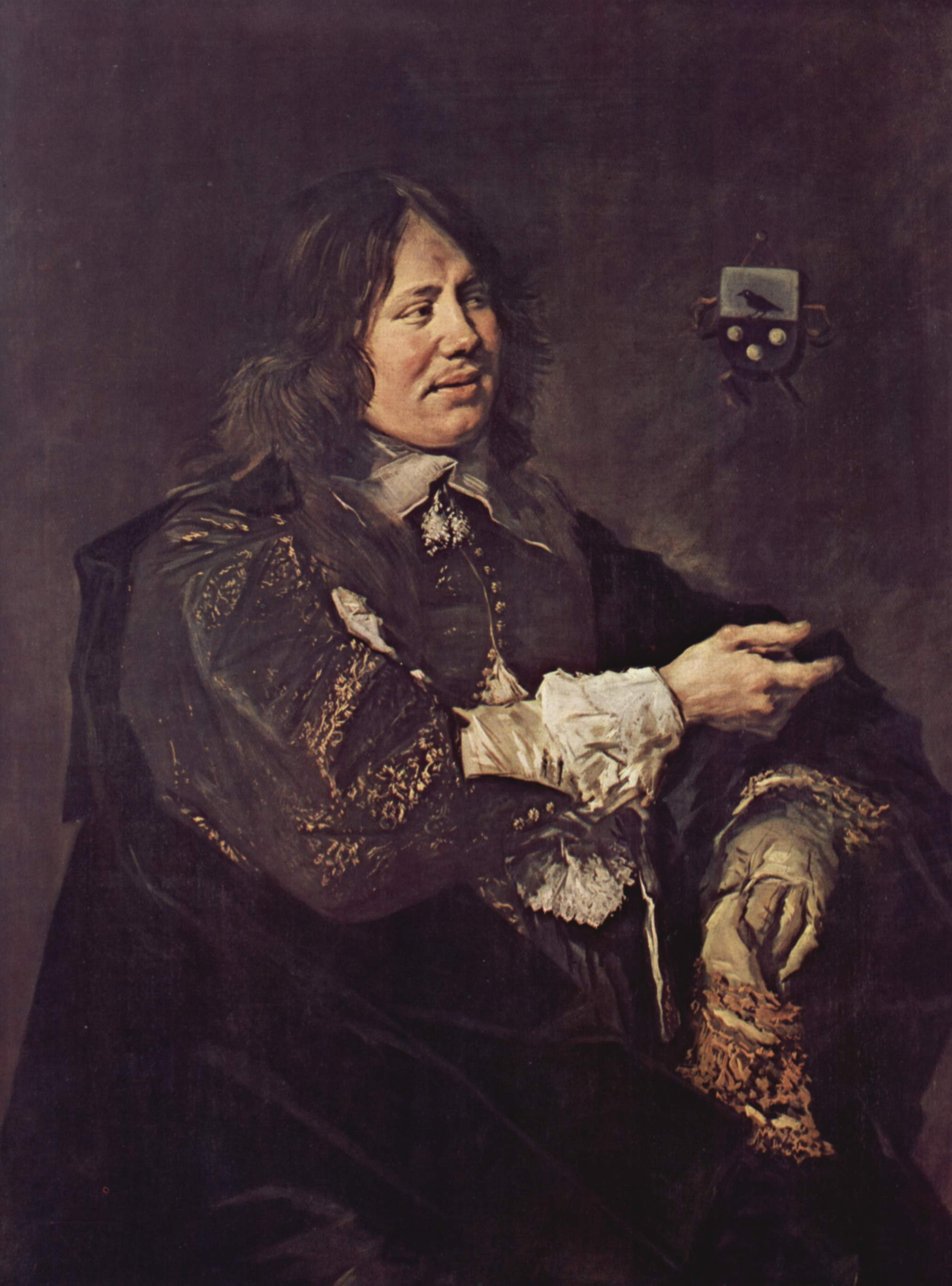
《斯特凡·赫拉茨》（Stephan Geraedts），1652年，藏于皇家安特衛普美術館
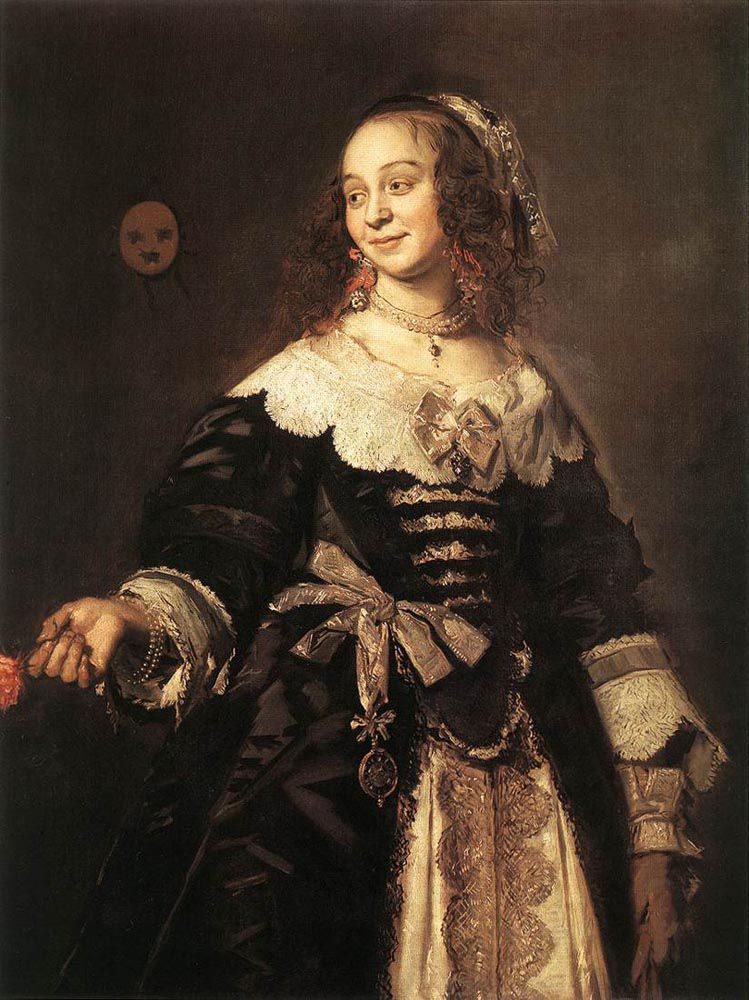
《伊莎贝拉·科伊曼斯》（Isabella Coymans，斯特凡·赫拉茨之妻），1652年，私人藏品

哈尔斯的风格一生都在变化：早年绘画中各种鲜明的主色逐渐被一种颜色替代——黑色。这可能只是因为画中人物多为着深色衣装的新教徒的缘故，而不是画家个人的喜好。这个用色的变化可以从以下几幅不同时间的肖像中看出来（所有人都摆出了哈尔斯经典的靠在椅背上的姿势）：

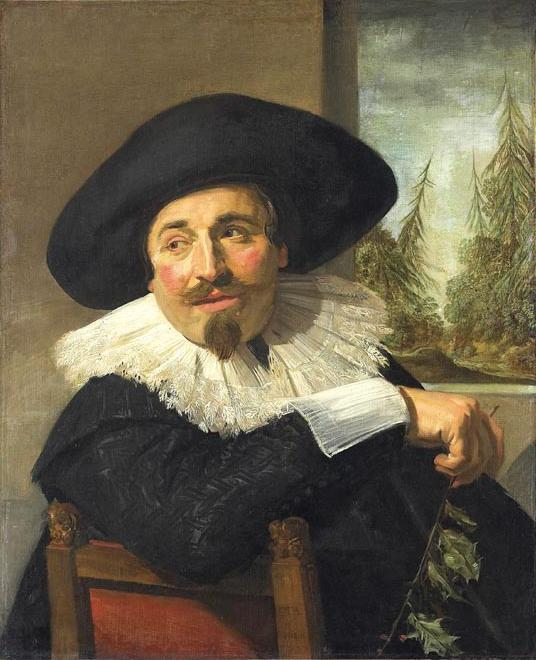
1626年
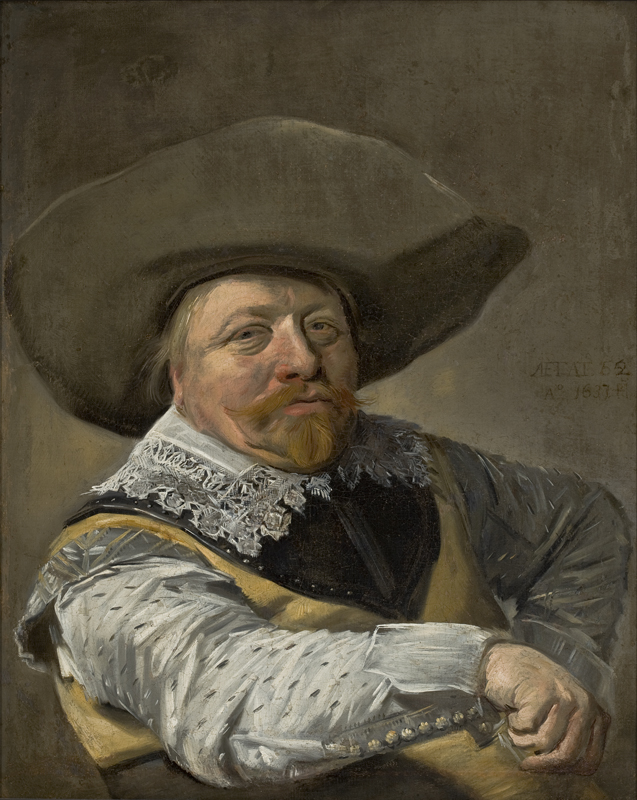
1631年
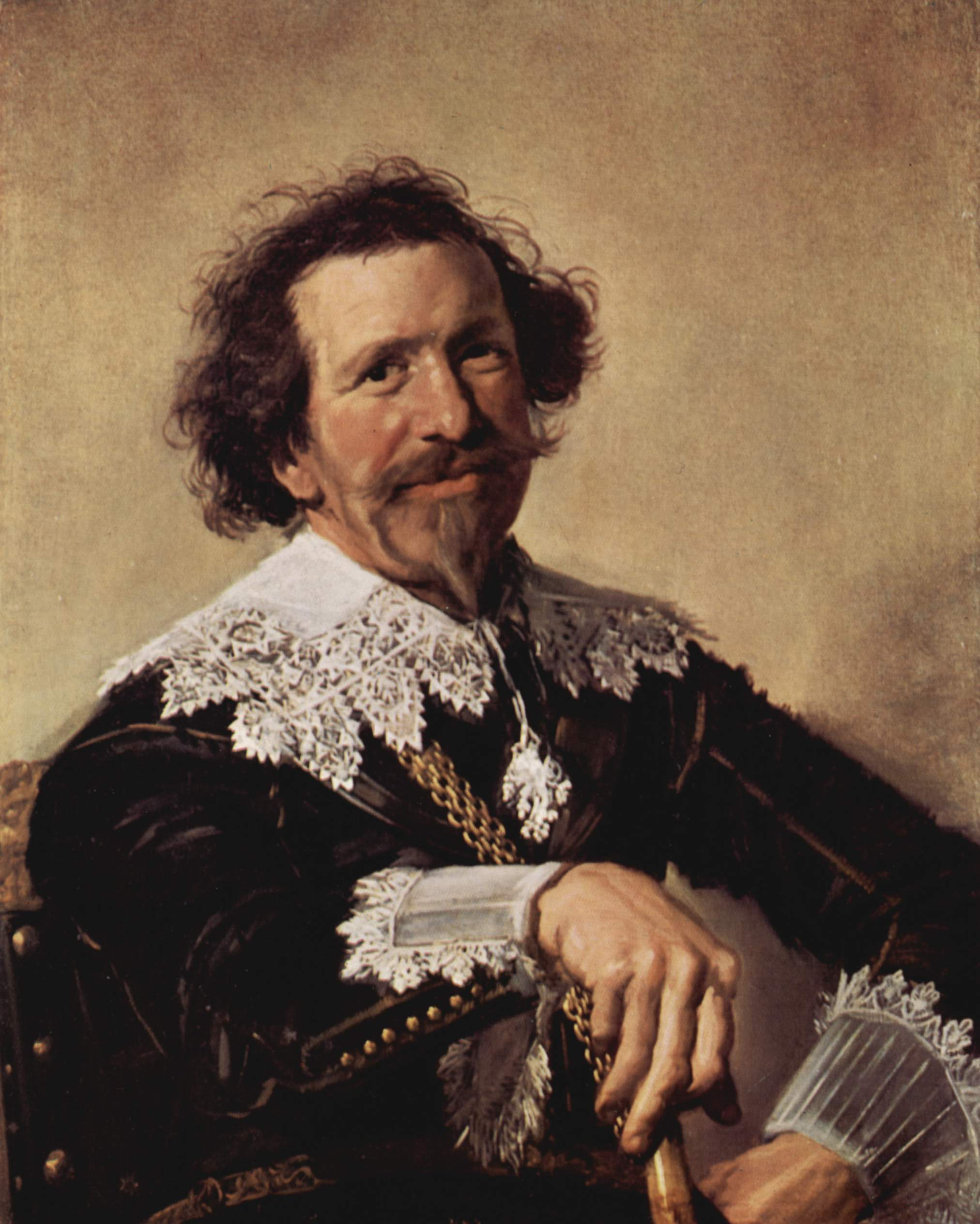
1633年
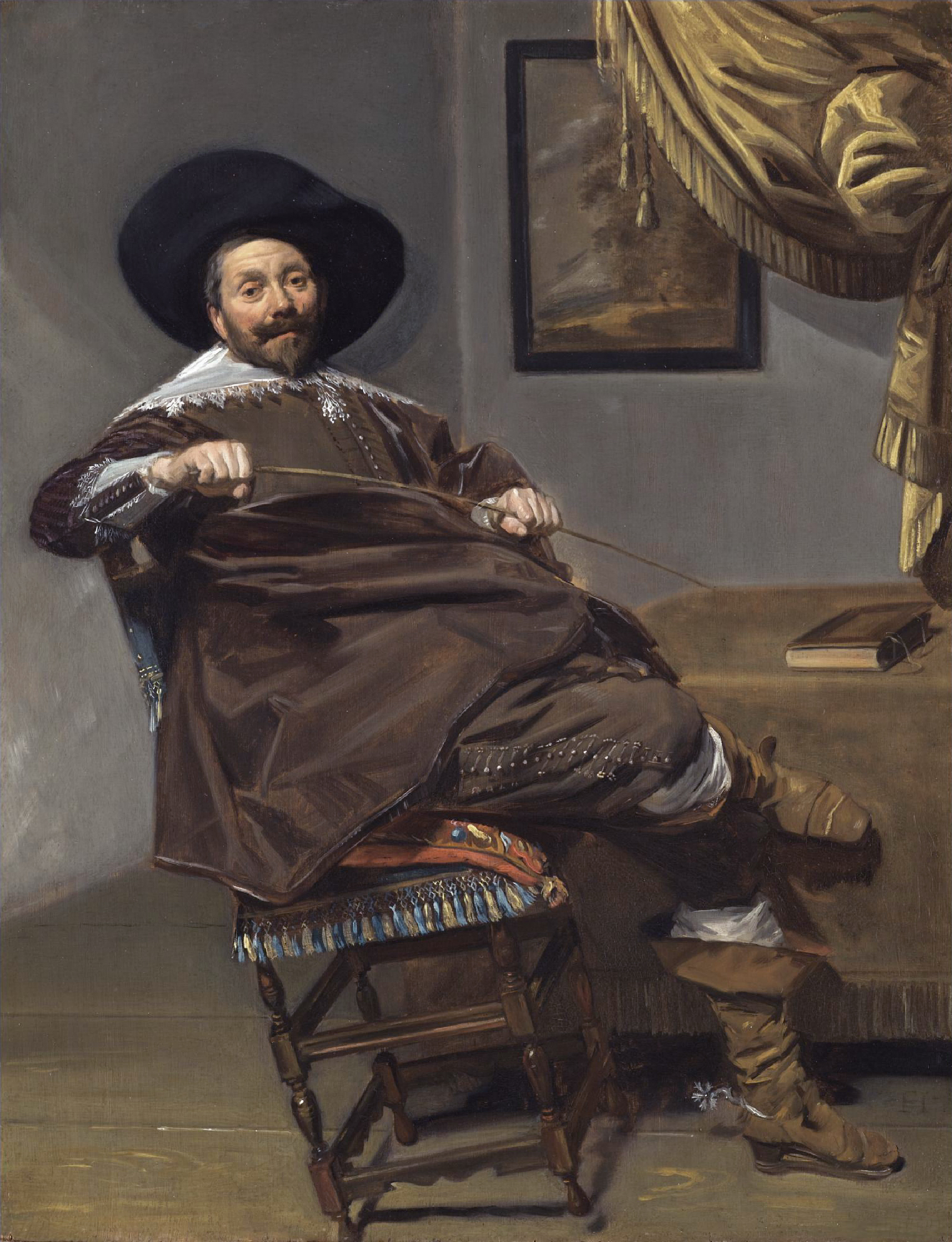
1634年
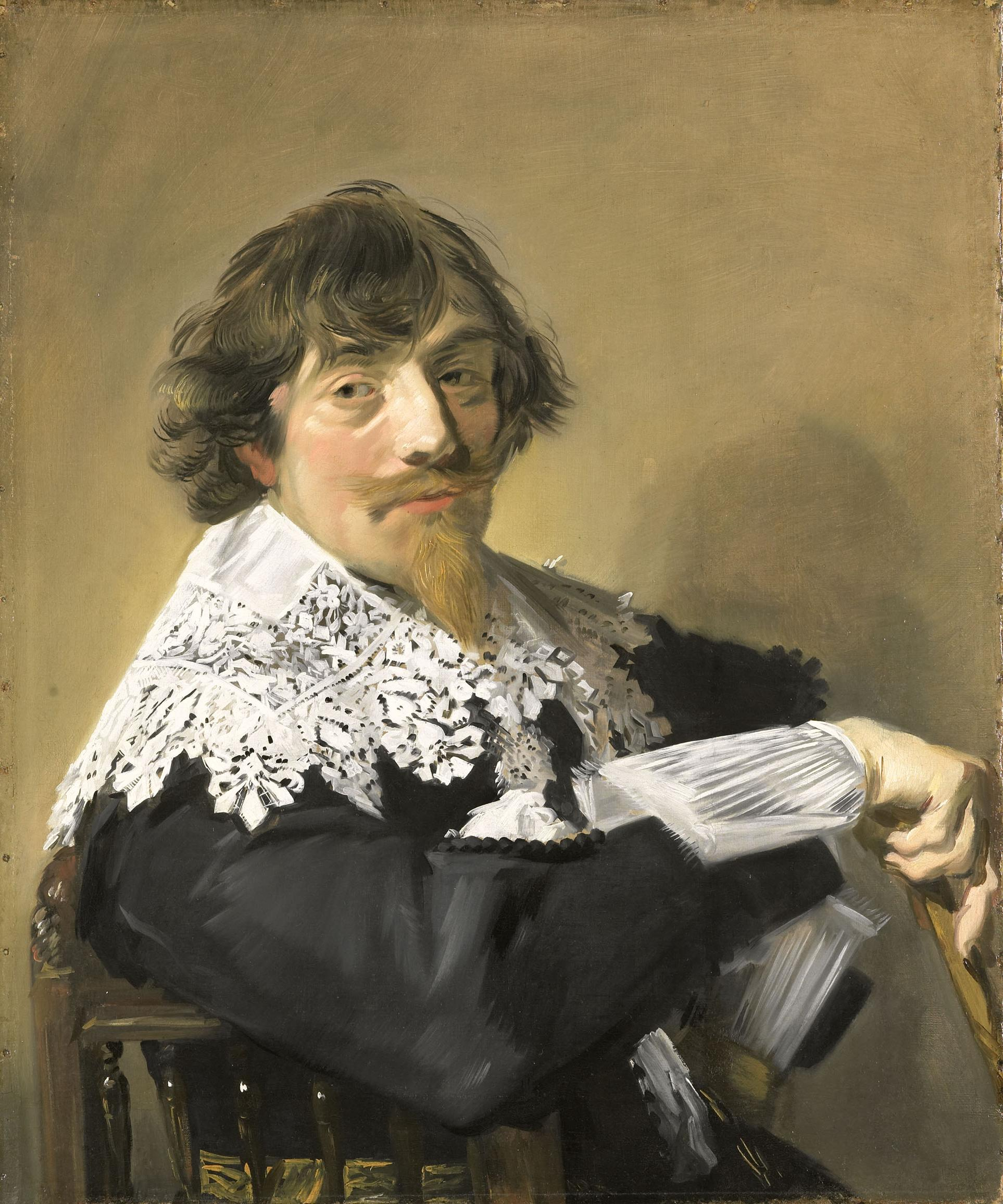
1635年
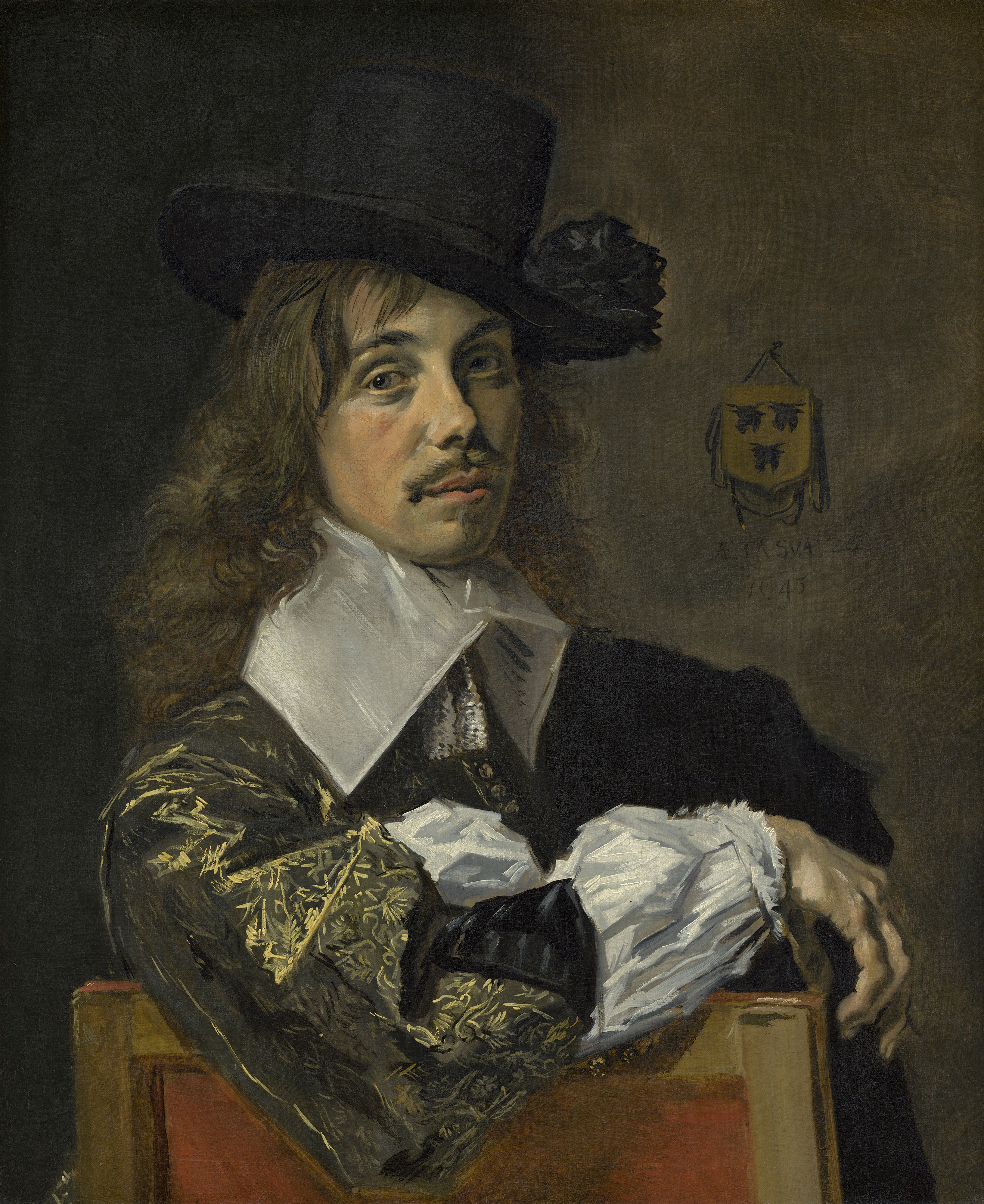
1645年
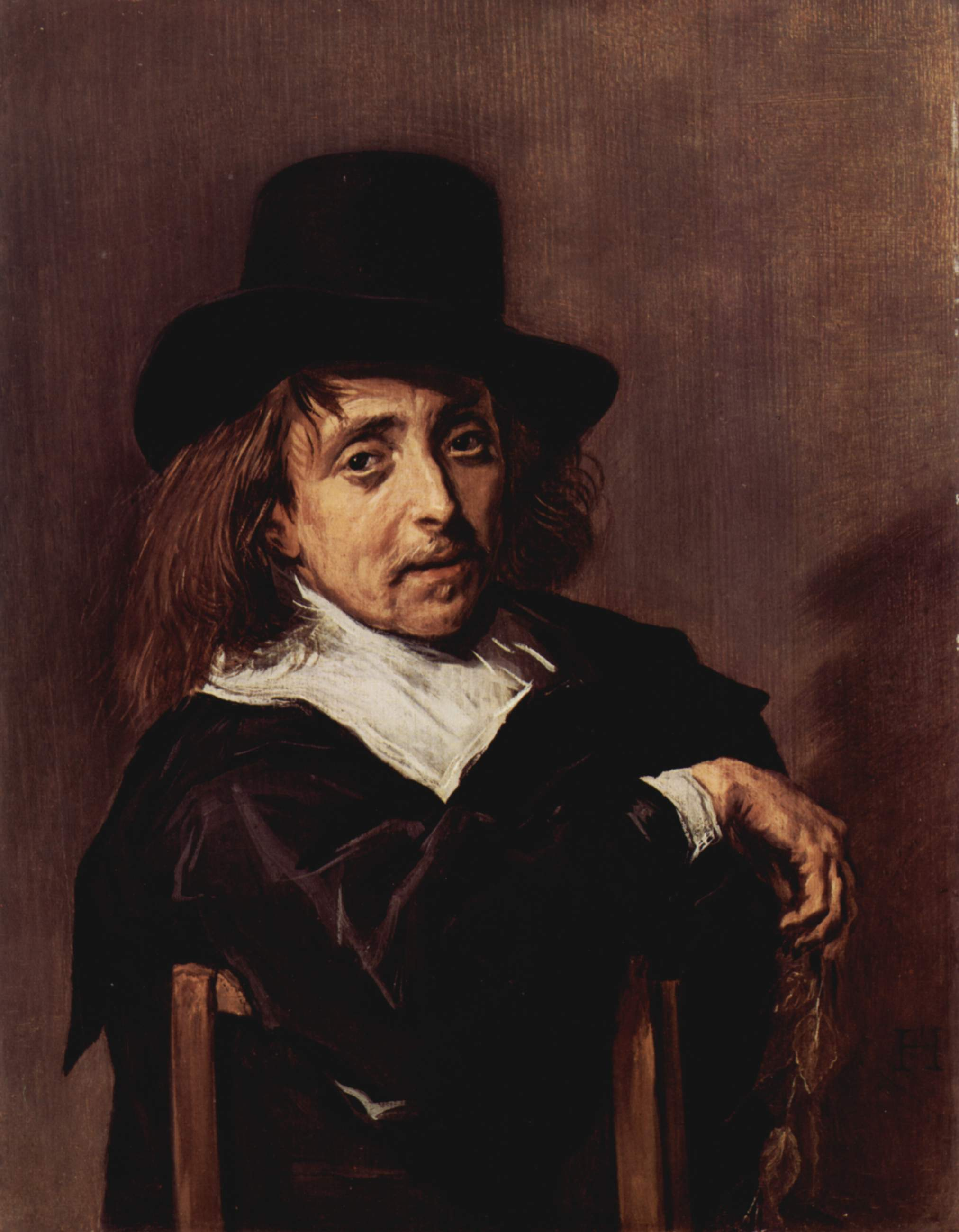
1645年
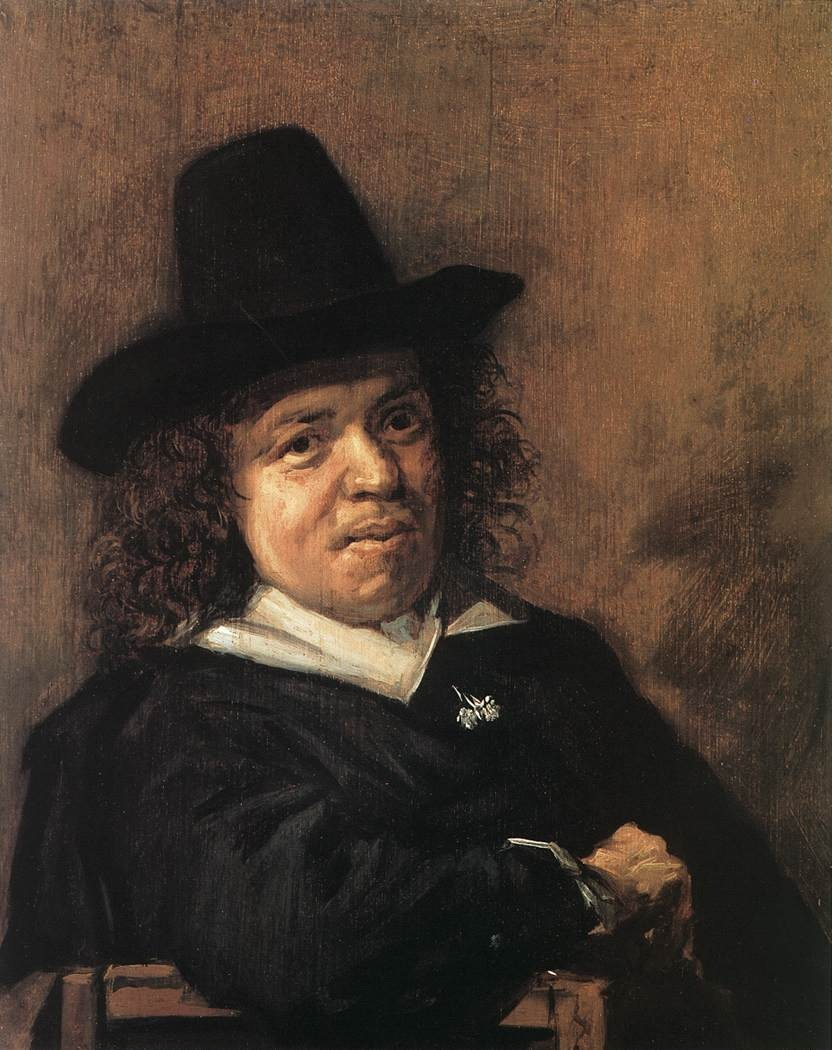
1655年
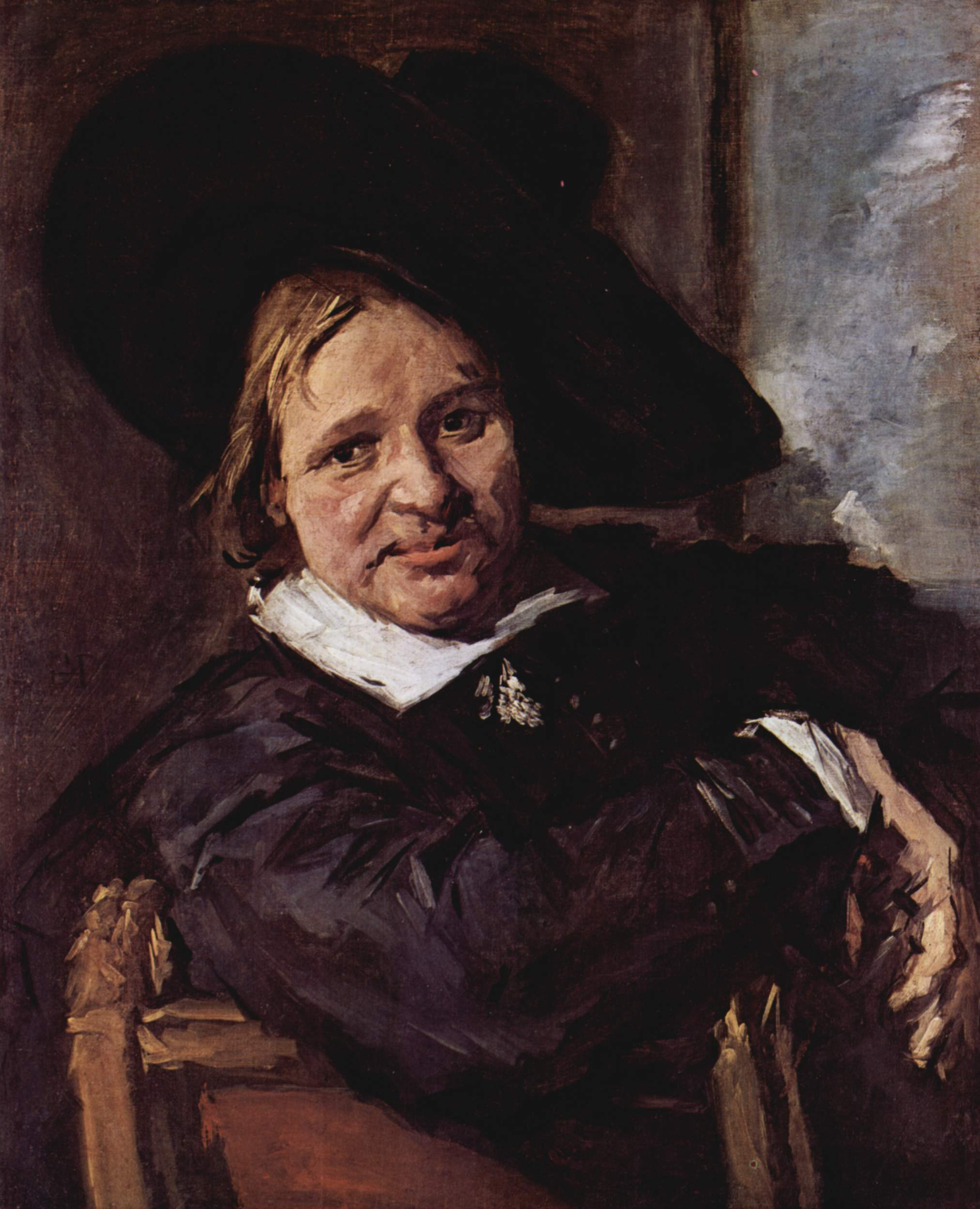
1665年

晚些年时哈尔斯的笔触变得更加宽松而奔放，微小细节已不如整体印象重要了。他的早期作品中充满了欢乐的气氛，而后期的作品则更着重于表现人物的社会地位。

### 绘画技巧

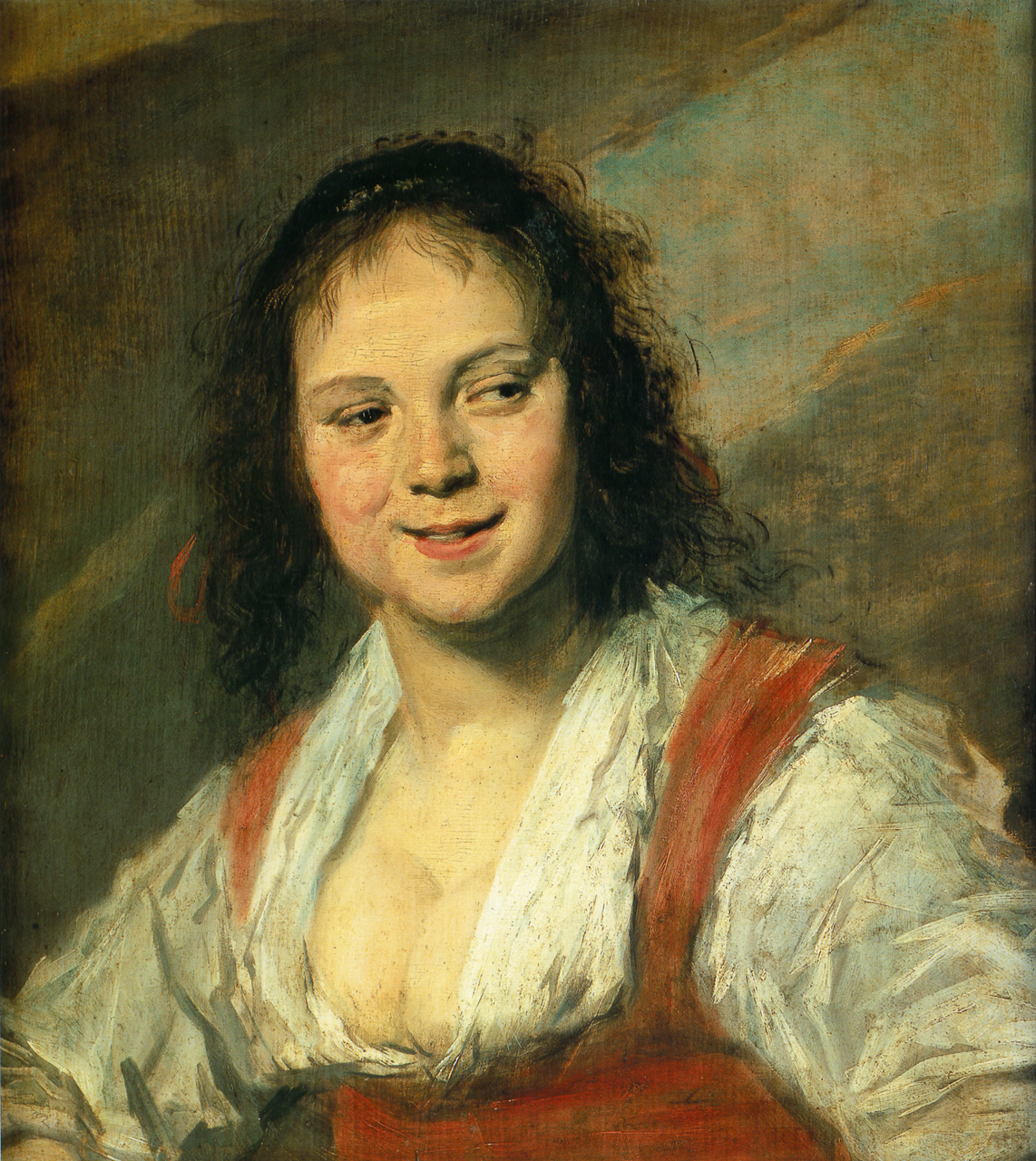
《吉卜赛女郎》，1628年－1630年，58cm × 52cm，藏于卢浮宫

在当时如果油画中笔触明显被认为是一种瑕疵，但哈尔斯却是使用这种技巧的大师。这种生动活泼的表现手法时常使画面看起来粗枝大叶，致使人们以为哈尔斯的作品皆是草率地几笔描成（德語：aus einem Guss），不过研究表明这种印象并不是事实。大部分哈尔斯的作品确实没有事先的草稿或底色（'alla prima'），但仍存有颜料层次，符合当时的惯例。
早在17世纪初，人们就已经为他在画作中所表现出的生命力而震惊。如与哈尔斯同时期的传记家西奥多鲁斯·斯赫雷费利厄斯（Theodorus Schrevelius）曾写道哈尔斯的作品反映了“如此强烈的力量与生机”，好像画家本人“在用笔刷挑战自然”。几个世纪之后，文森特·梵高在给弟弟特奥的信中写道：“欣赏一幅弗兰斯·哈尔斯的作品是件多么美好的事，它与其他人的画作是如此的不同——有那么多的画作——在那些画上所有事物都以同样的方式被谨慎地抹平了。”哈尔斯没有像多数同时代画家一样刻意给予画面光洁的外表，而是忽略掉许多细节，利用抹痕、线段、色块等来表现人物的生命力。不过这种技巧直到19世纪时才有了追随者，对印象派画家的影响尤甚。

## 影响

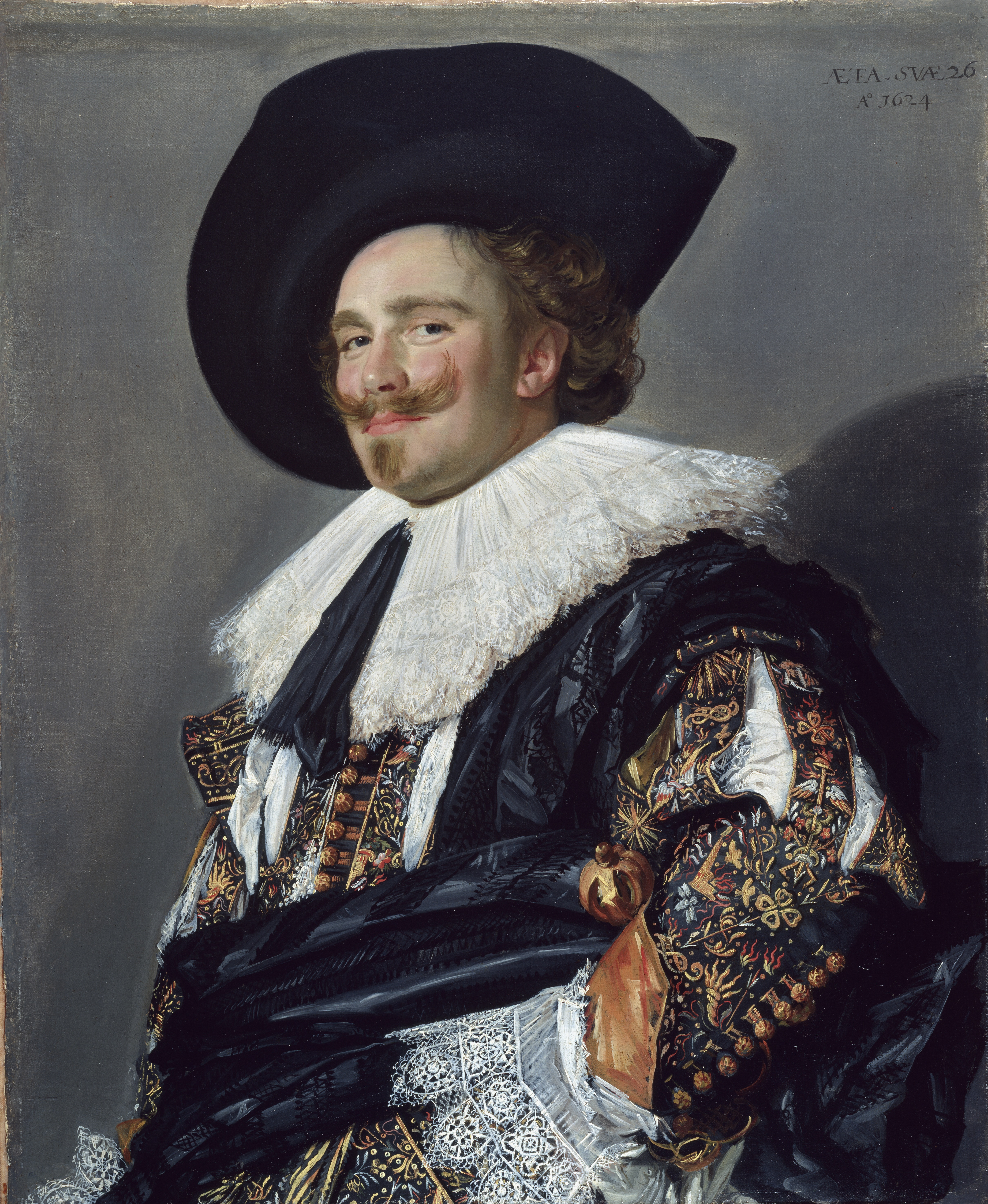
《微笑的骑士》（Laughing Cavalier），1624年，83cm × 67cm，藏于伦敦华勒斯典藏馆

哈尔斯影响了同是画家的弟弟迪尔克·哈尔斯（Dirck Hals，1591年－1656年）。同时，哈尔斯有五个儿子成为了画家，包括長子哈尔门·哈尔斯（1611年－1669年）、次子小弗兰斯·哈尔斯（1618年－1669年）、三子扬·哈尔斯（1620年－1654年）、雷尼尔·哈尔斯（1627年－1672年）及么子尼古拉斯·哈尔斯（1628年－1686年）。
其他受哈尔斯影响的画家及其主居城鎮為：
- 扬·莫勒纳尔（英语：Jan Miense Molenaer）（1609年－1668年），哈勒姆及阿姆斯特丹
- 朱迪思·莱斯特（1609年－1660年，莫勒纳尔之妻），哈勒姆及阿姆斯特丹
- 阿德里安·范奥斯塔德（英语：Adriaen van Ostade）（1610年－1685年），哈勒姆
- 阿德里安·布劳沃（英语：Adriaen Brouwer）（1605年－1638年），南部低地国家
- 约翰内斯·科内利松·费斯普龙克（英语：Johannes Cornelisz Verspronck）（1597年－1662年），哈勒姆
- 巴托洛梅乌斯·范德赫尔斯特（英语：Bartholomeus van der Helst），1613年－1670年），阿姆斯特丹

## 遗产
哈尔斯的名气在他去世后衰弱。之后的两个世纪里，哈尔斯的画作、那些现今博物馆引以为傲的藏品，曾在拍卖会上以几镑、甚至几先令的价格转手，如1786年一幅《约翰内斯·阿克罗尼乌斯》（Johannes Acronius）在恩斯赫德竟只曾以5先令的价格售出。
在10荷兰盾的钞票上有哈尔斯的画像。

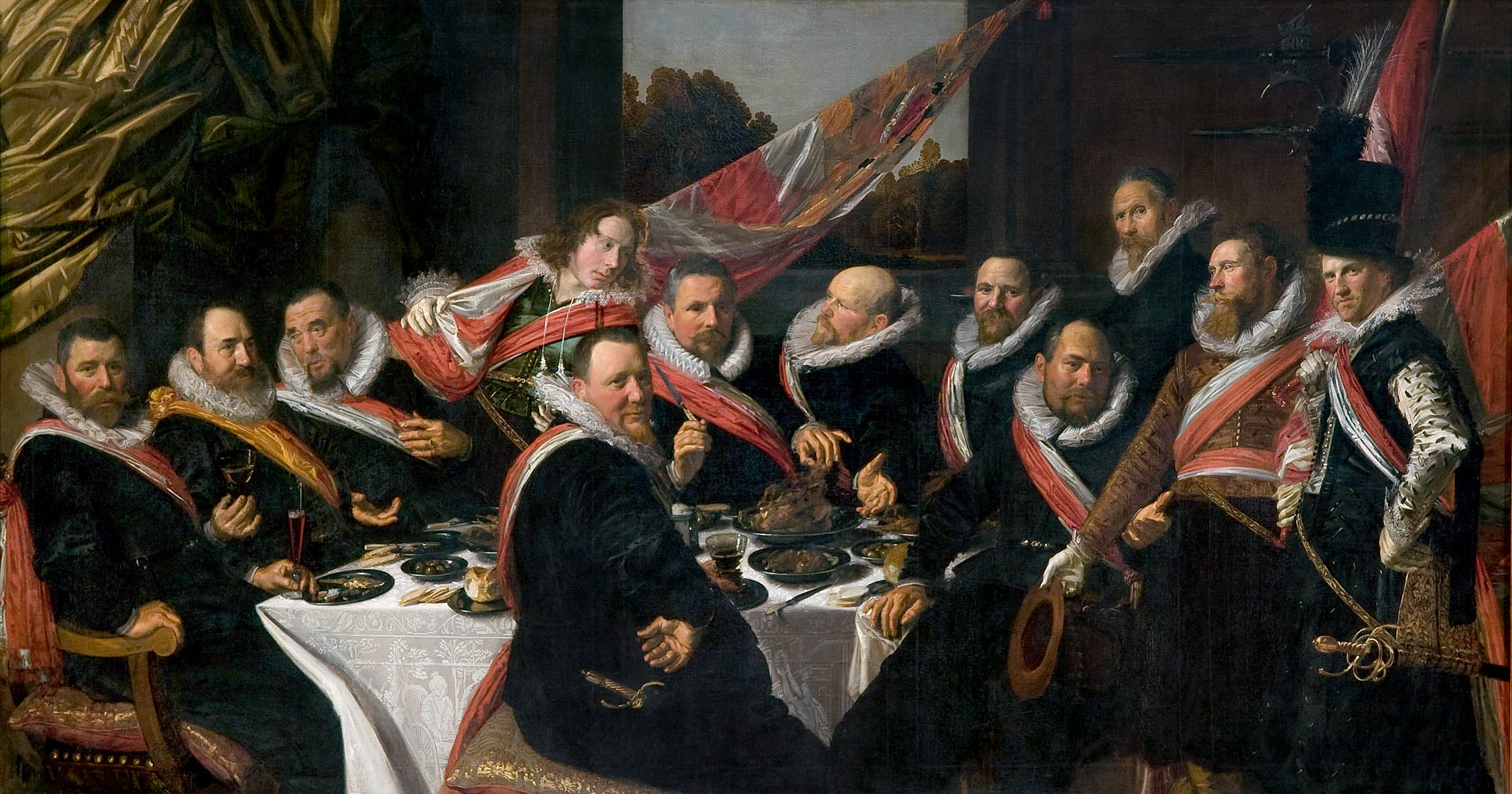
《圣乔治市民警卫队官员之宴》，1616年
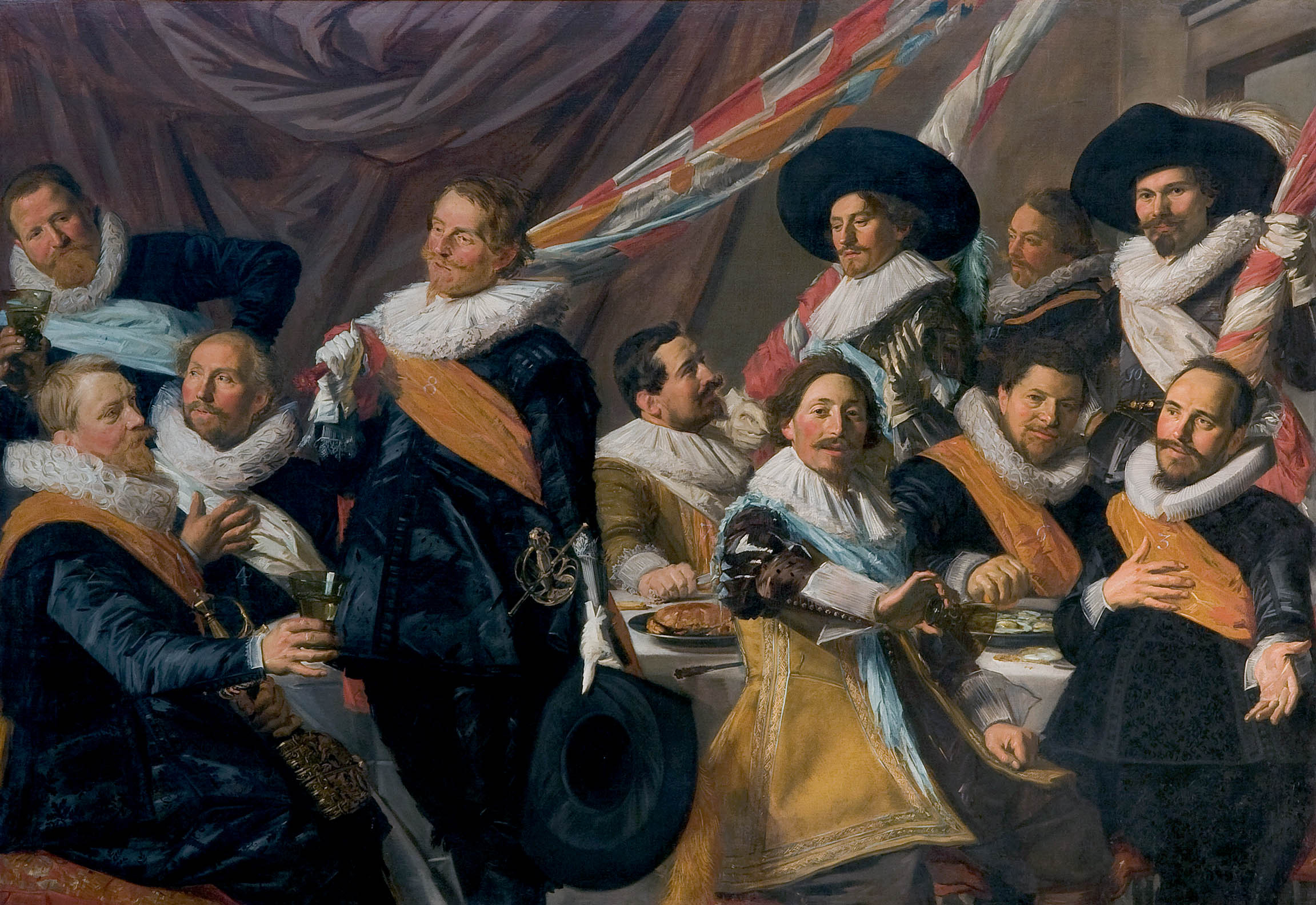
《圣乔治市民警卫队官员之宴》，1627年
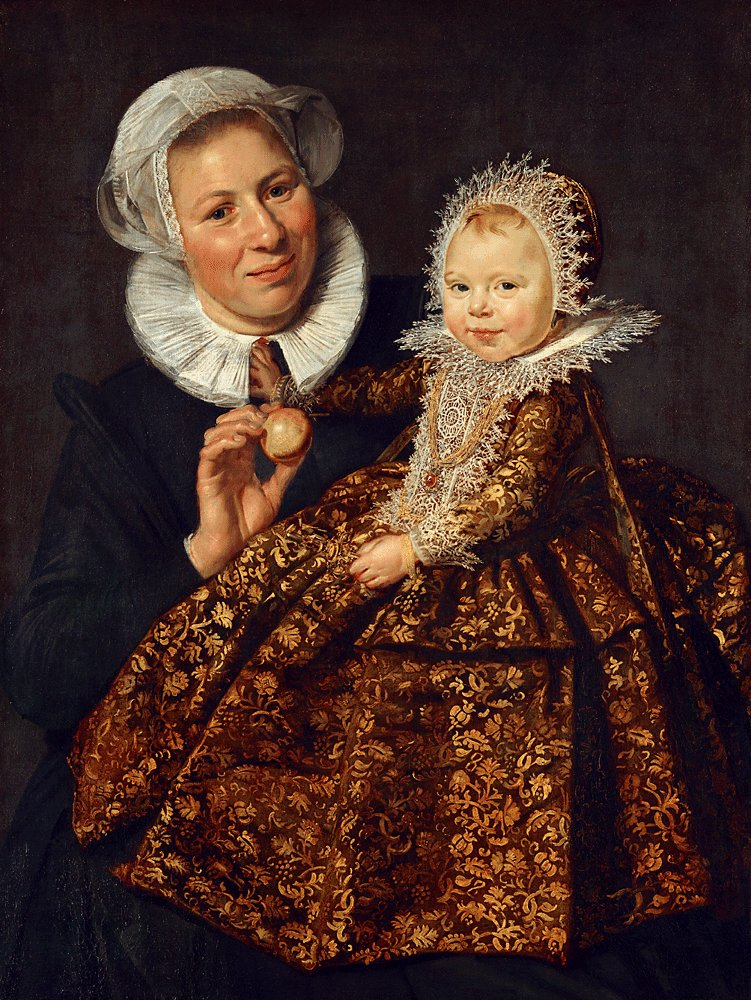
《卡塔里娜·霍夫特和她的奶妈》，约1619年－1620年
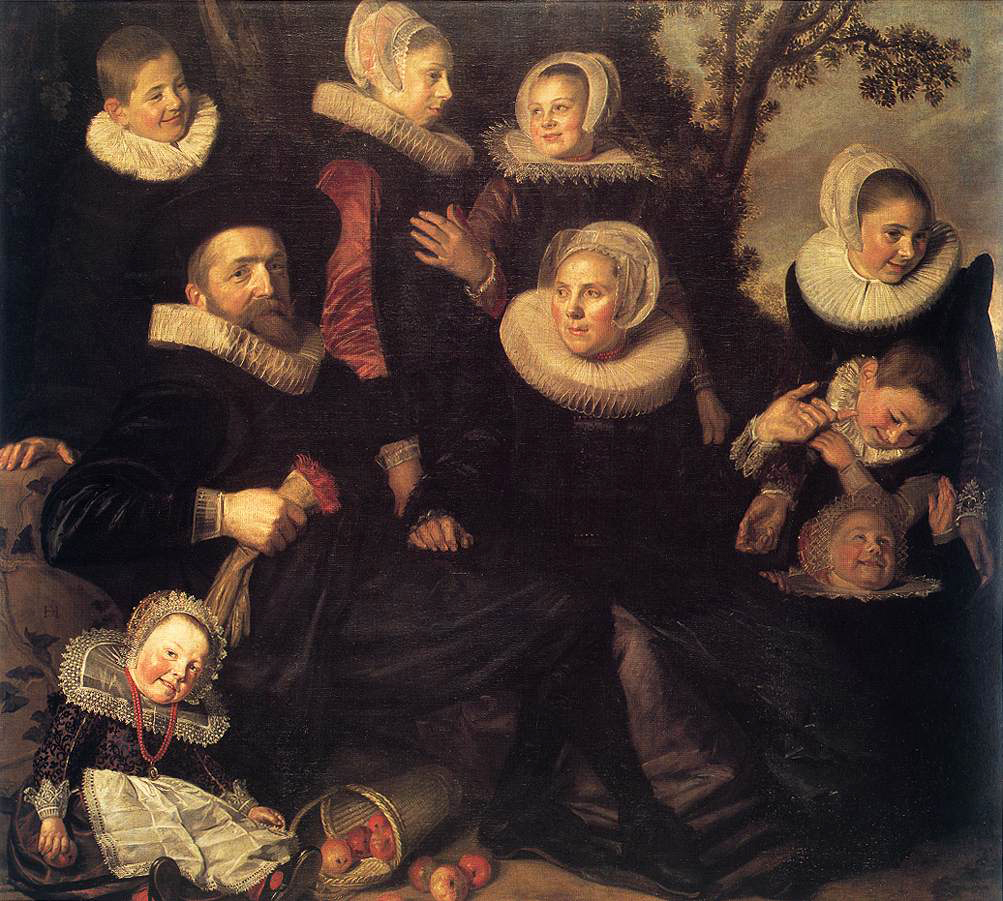
《全家福》，约1620年
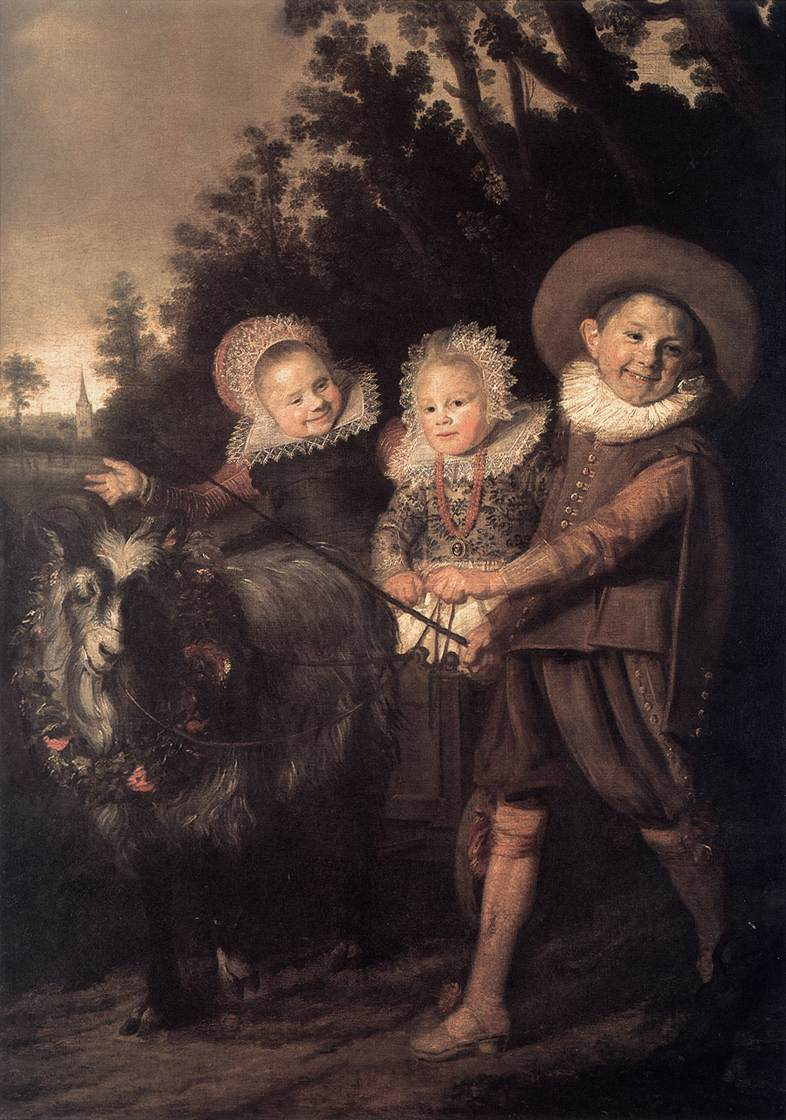
《三个小孩和羊拉车》，约1620年
Jacobus Zaffius，1611年
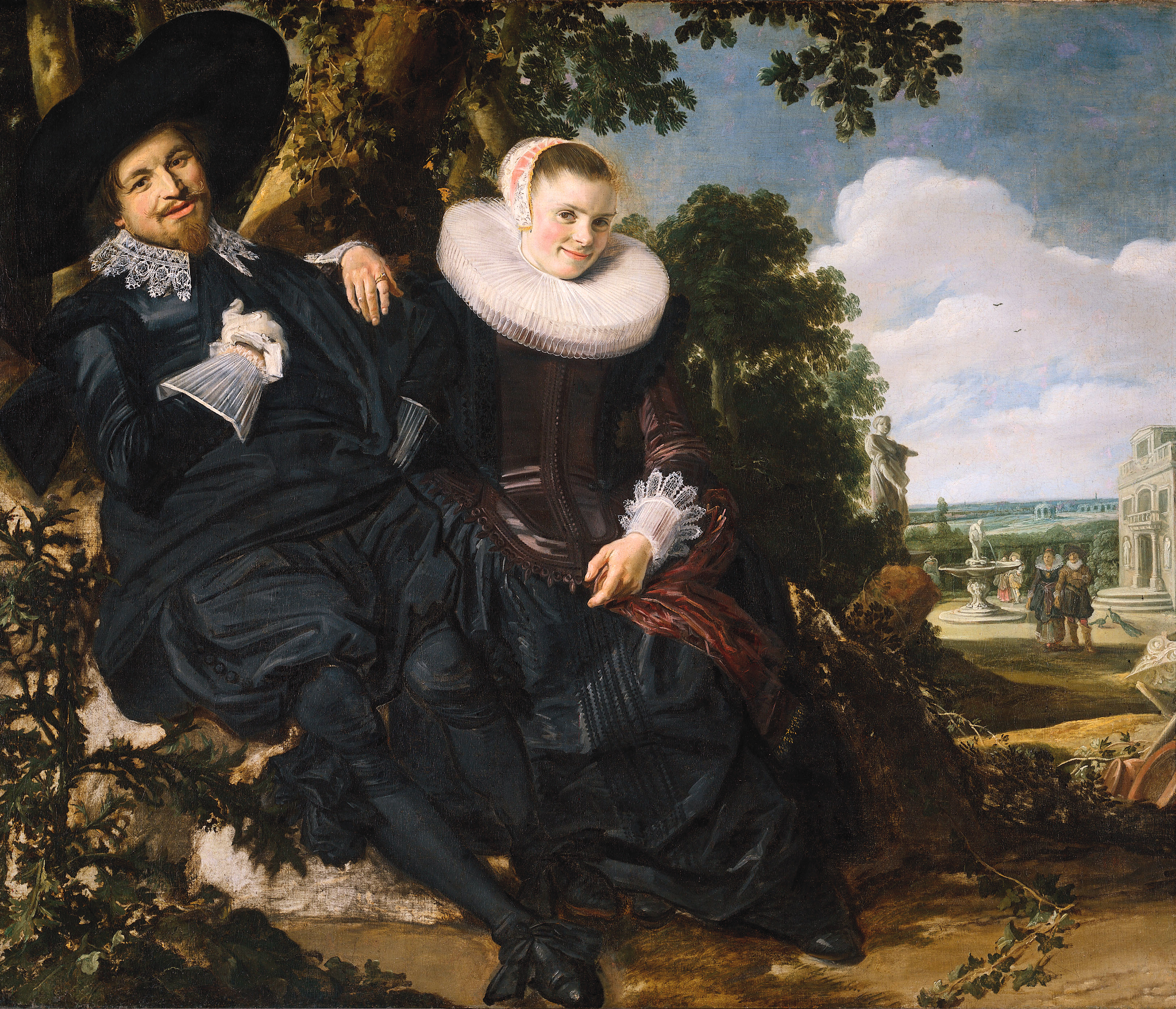
《花园里的结婚画像》，1622年
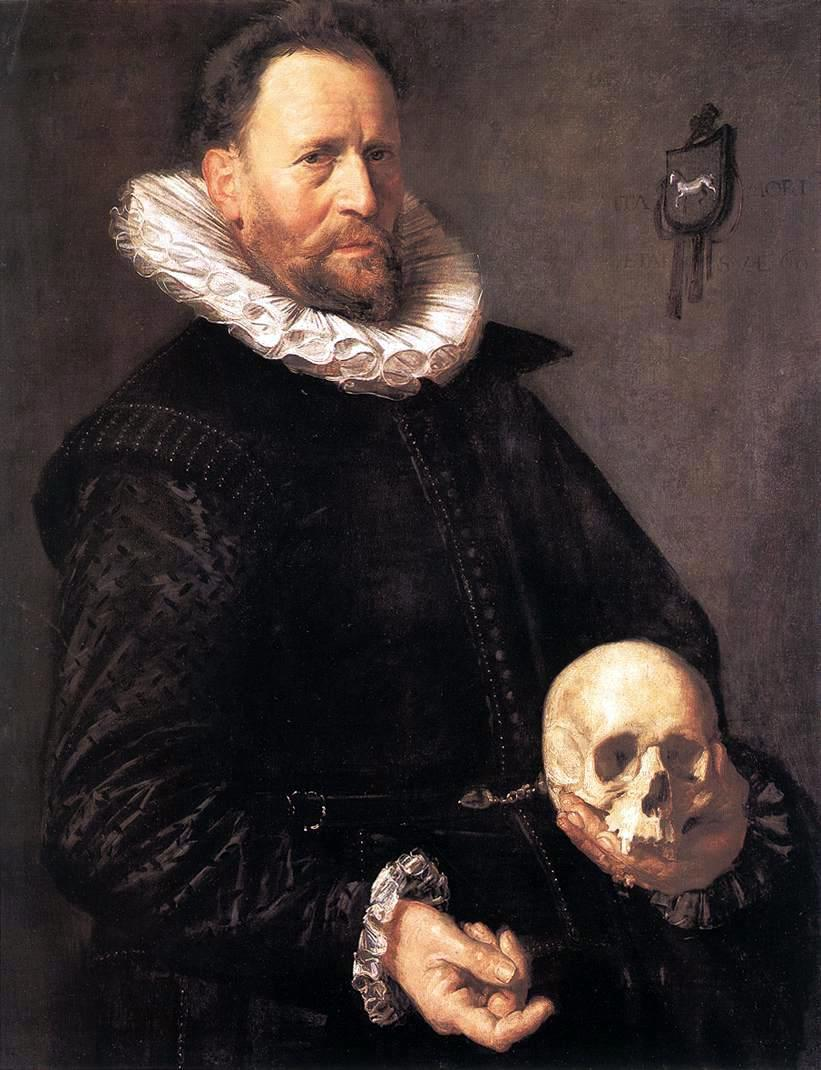
《拿头骨的男子》，约1615年
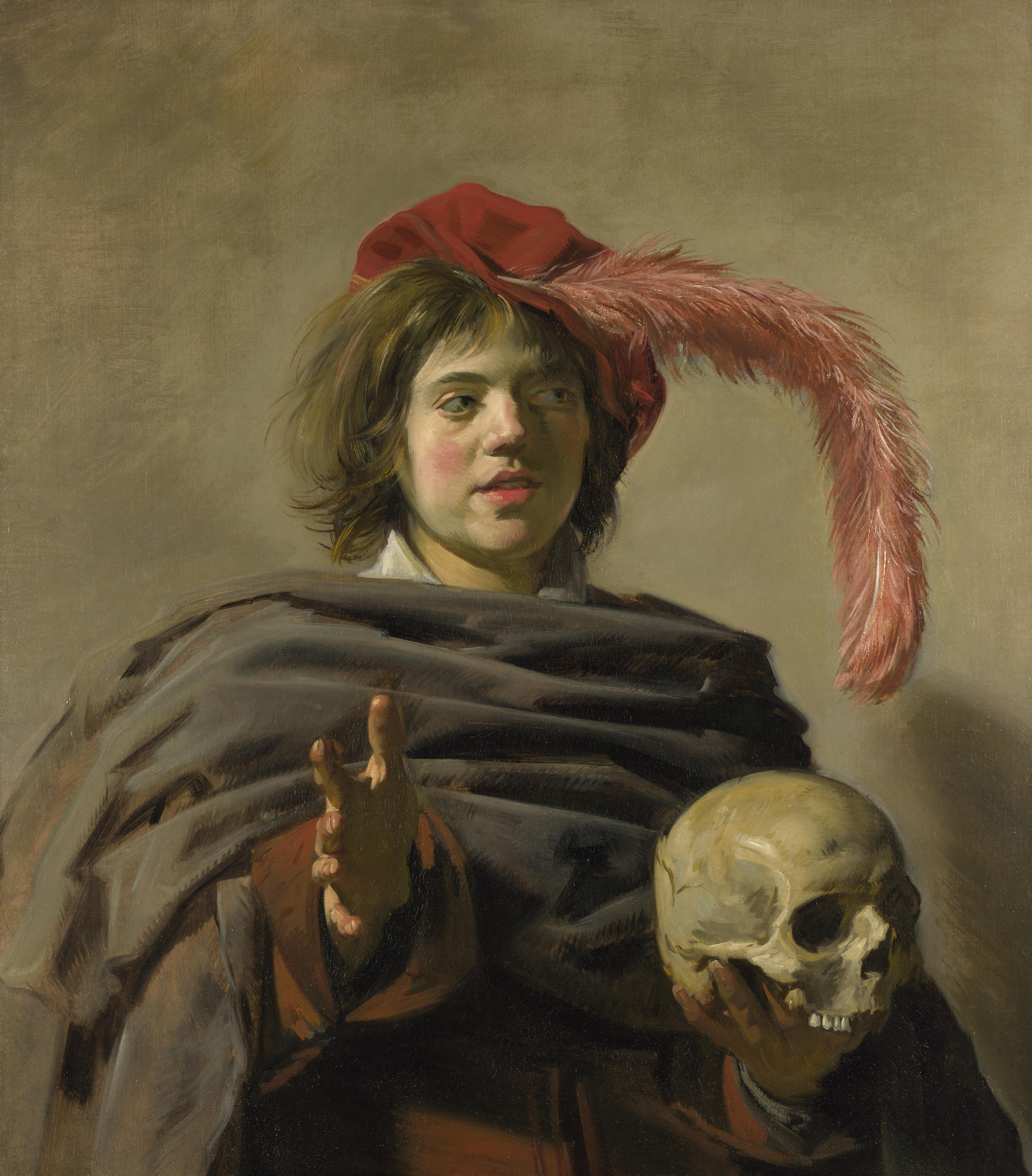
《拿头骨的年轻男子》，约1626年－1628年
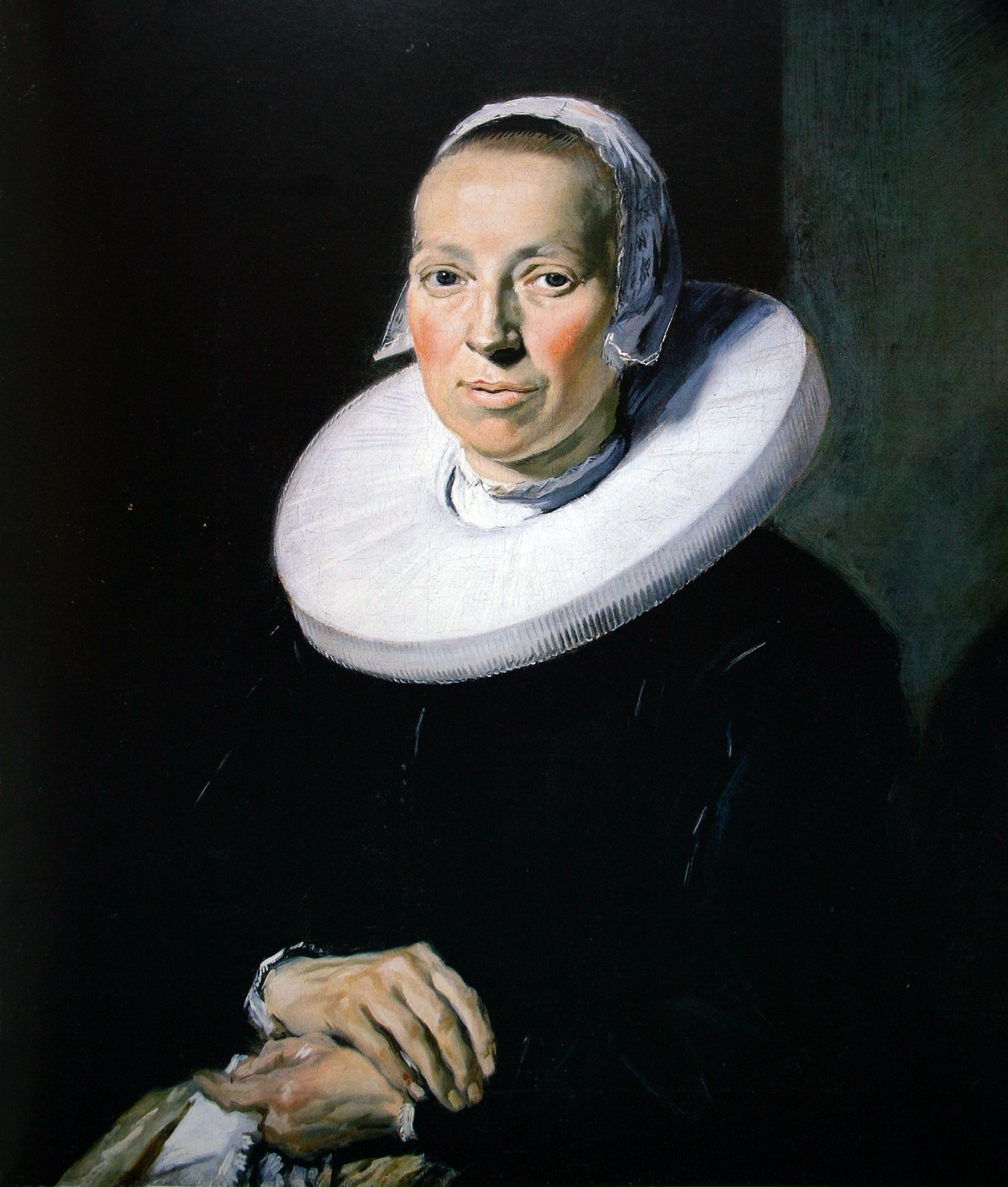
《女子肖像》，1644年
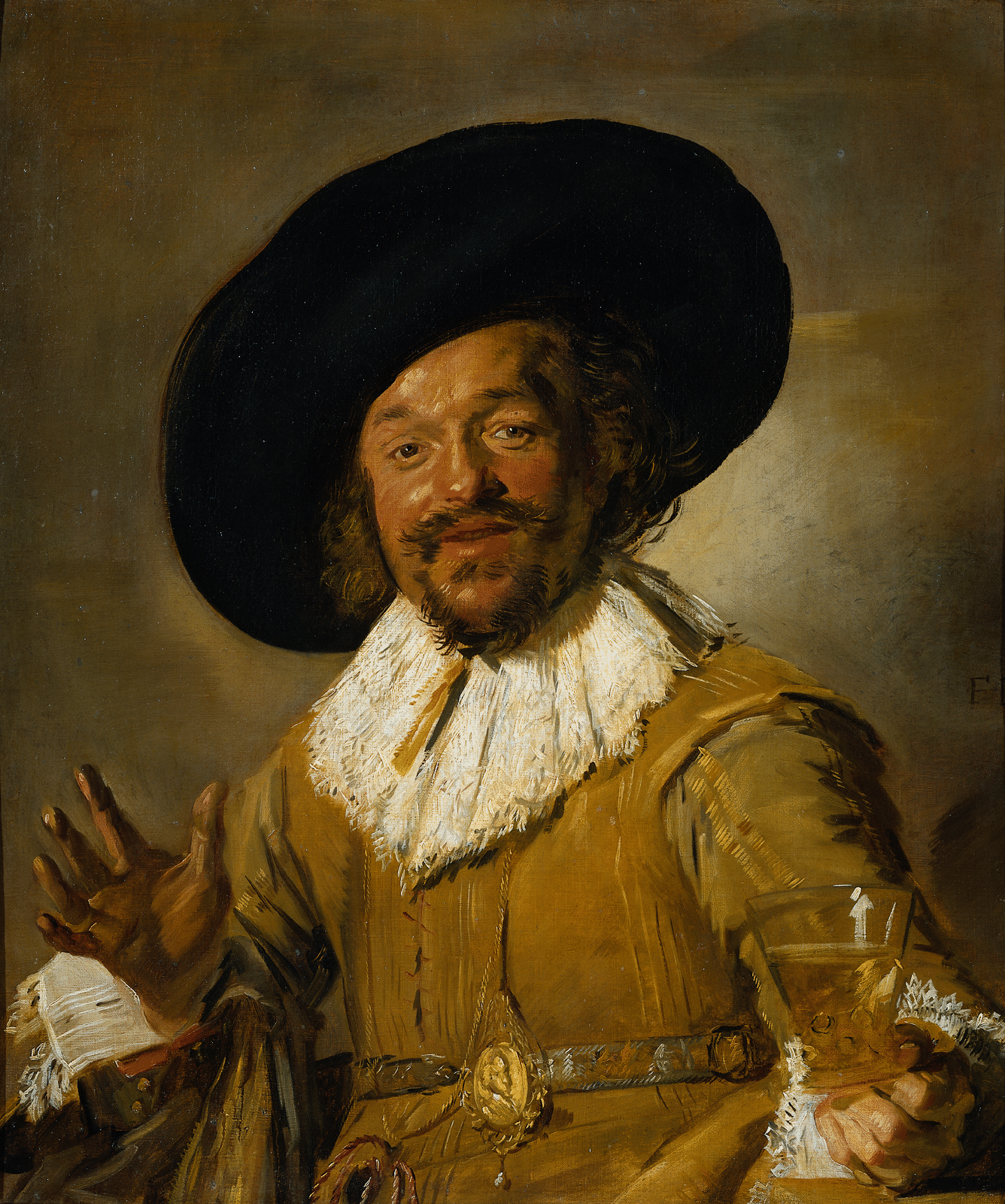
《快乐的酒鬼》，约1628年－1630年。藏于阿姆斯特丹国家博物馆[4]。
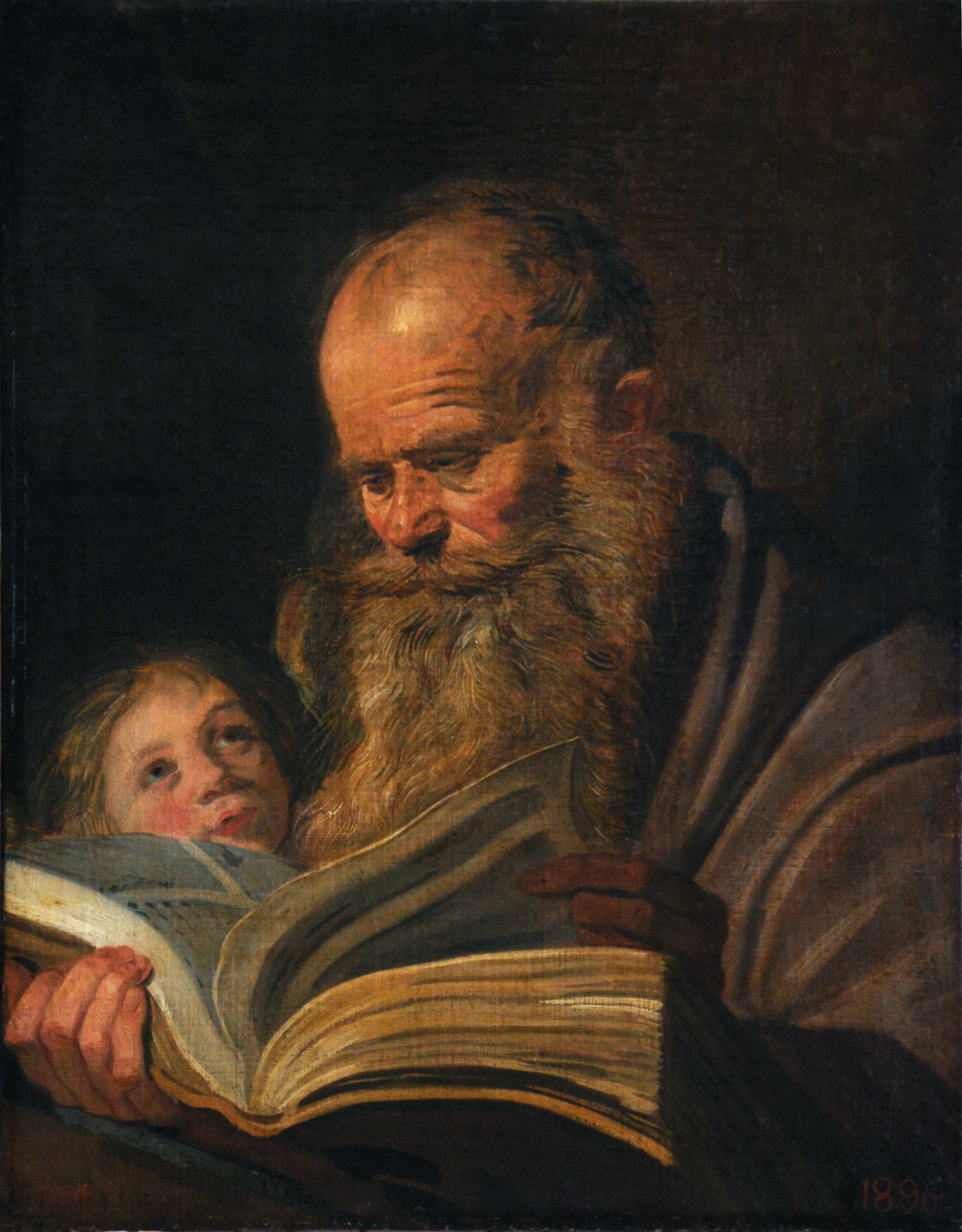
《圣马太》，约1625年
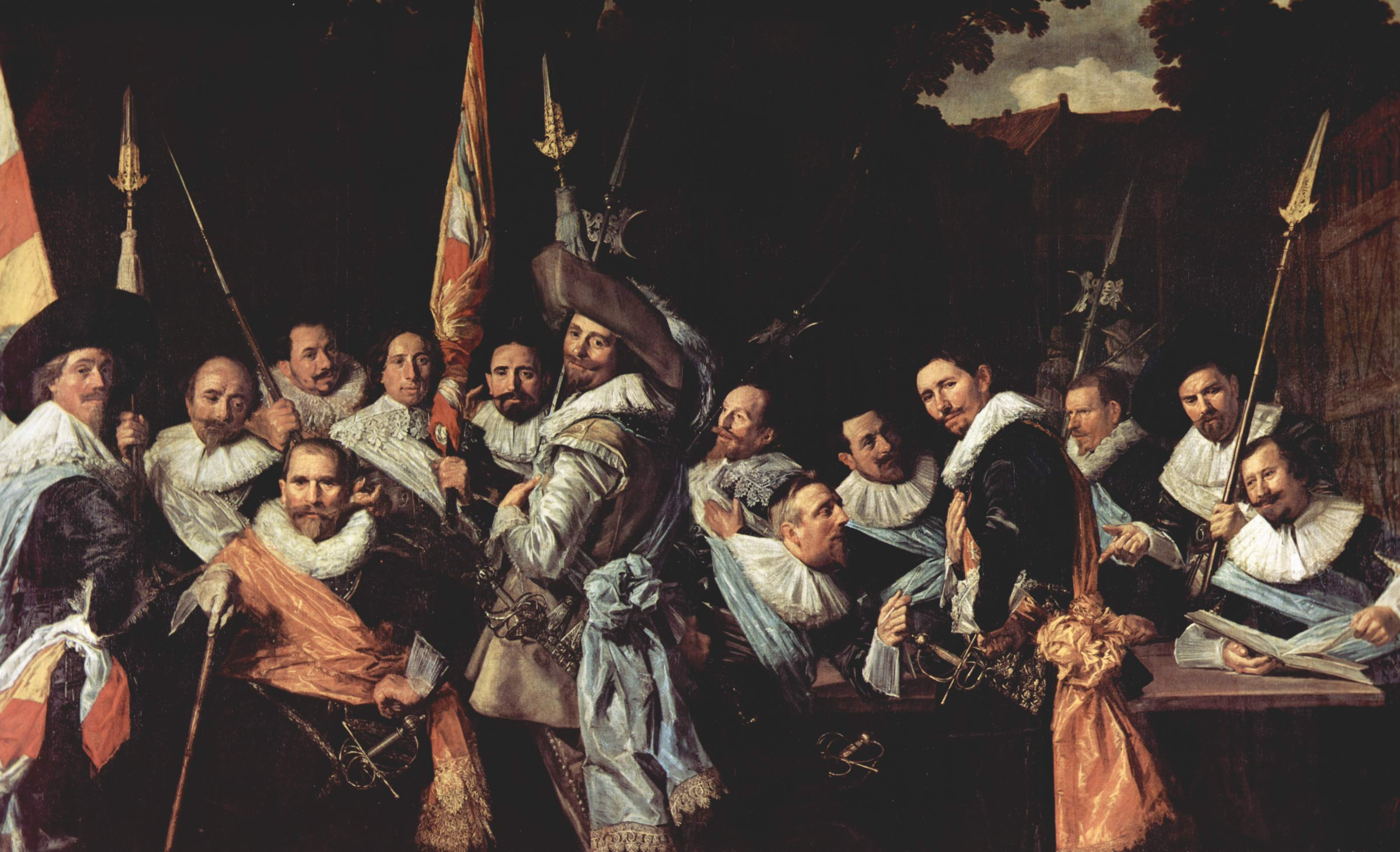
Assembly of Officers and Subalterns of the Civic Guard / Archers of St. Adrian，1633年
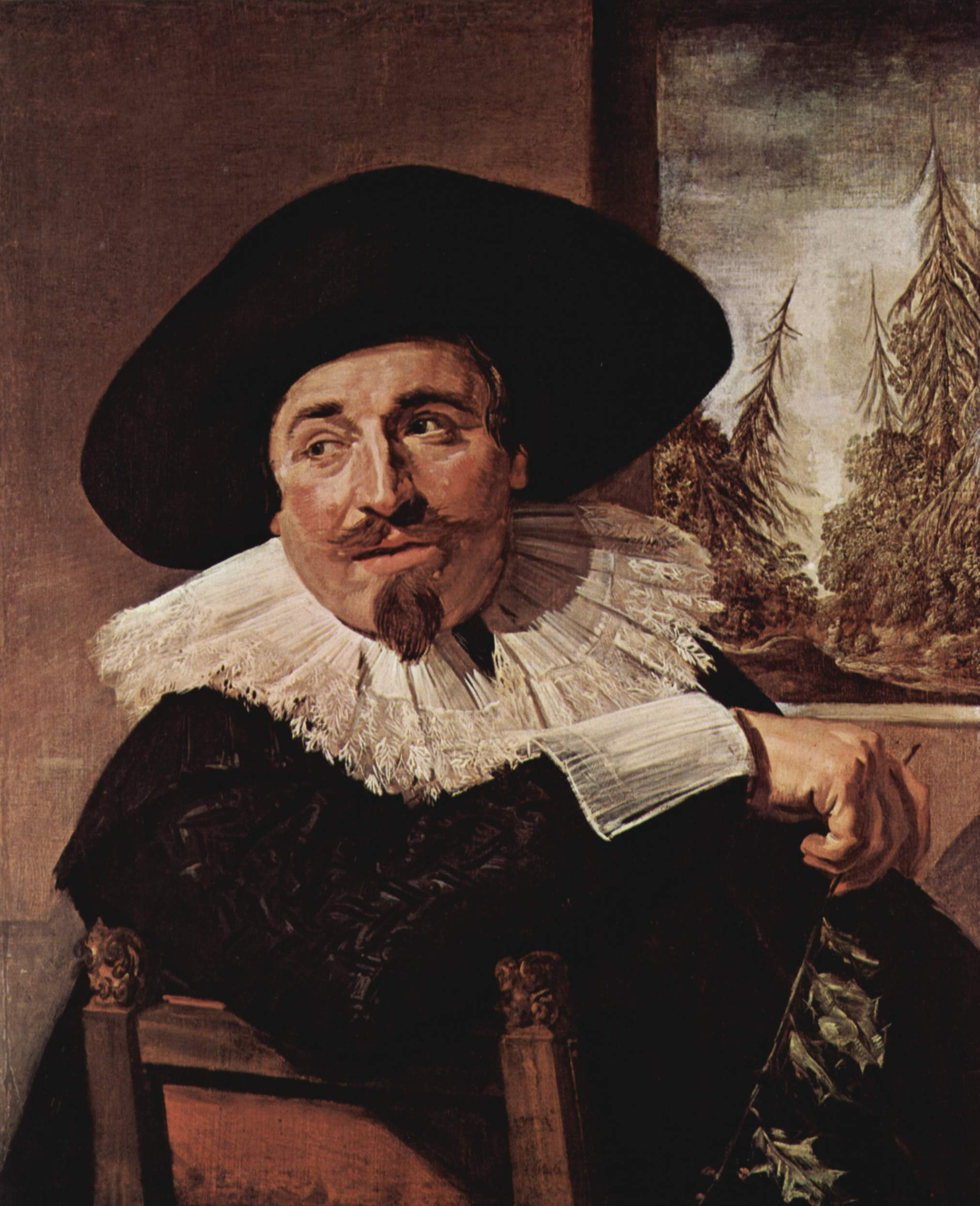
《伊萨克·亚伯拉罕松·马萨肖像（英语：Portrait of Isaak Abrahamsz. Massa）》
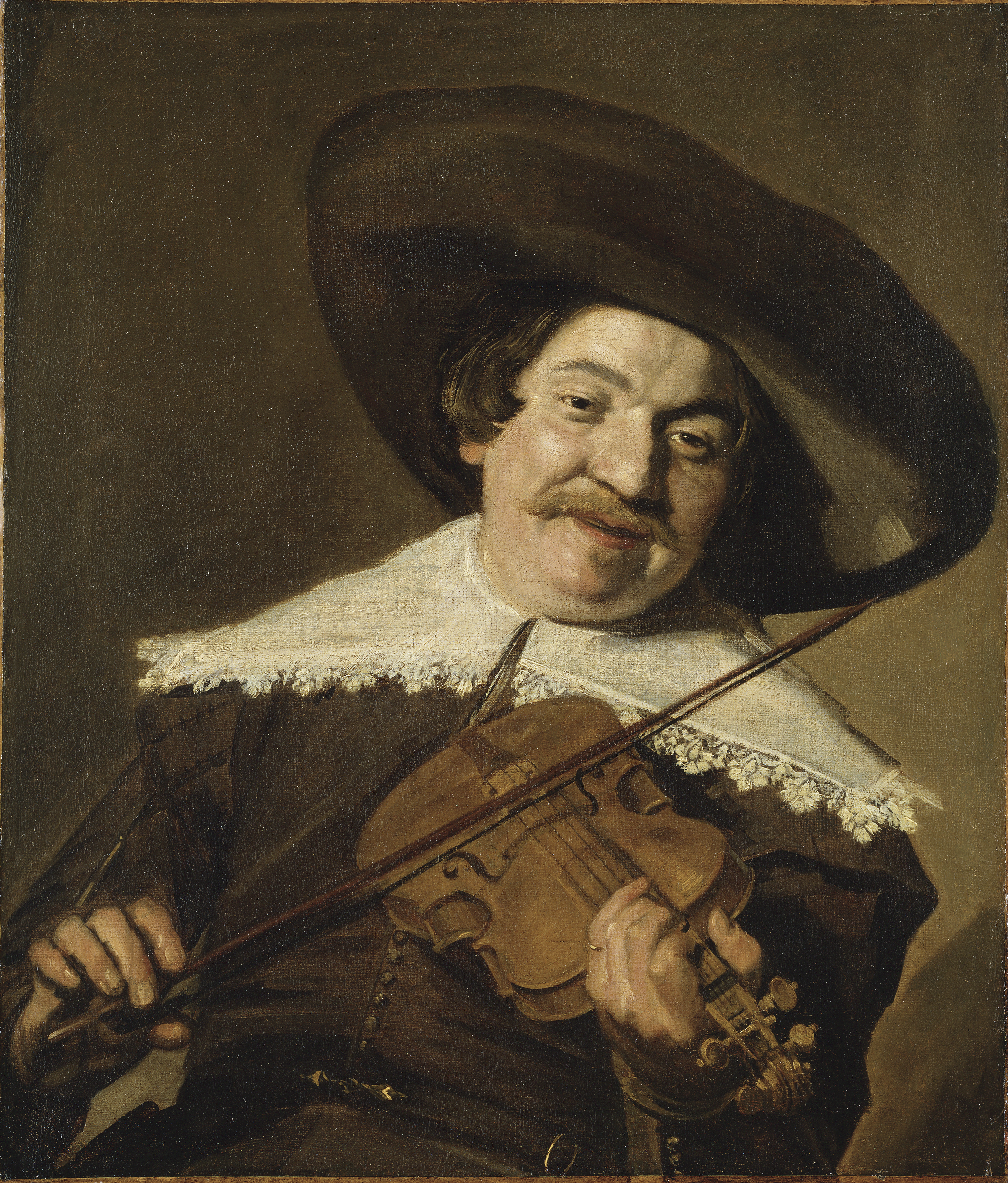
Daniel van Aken
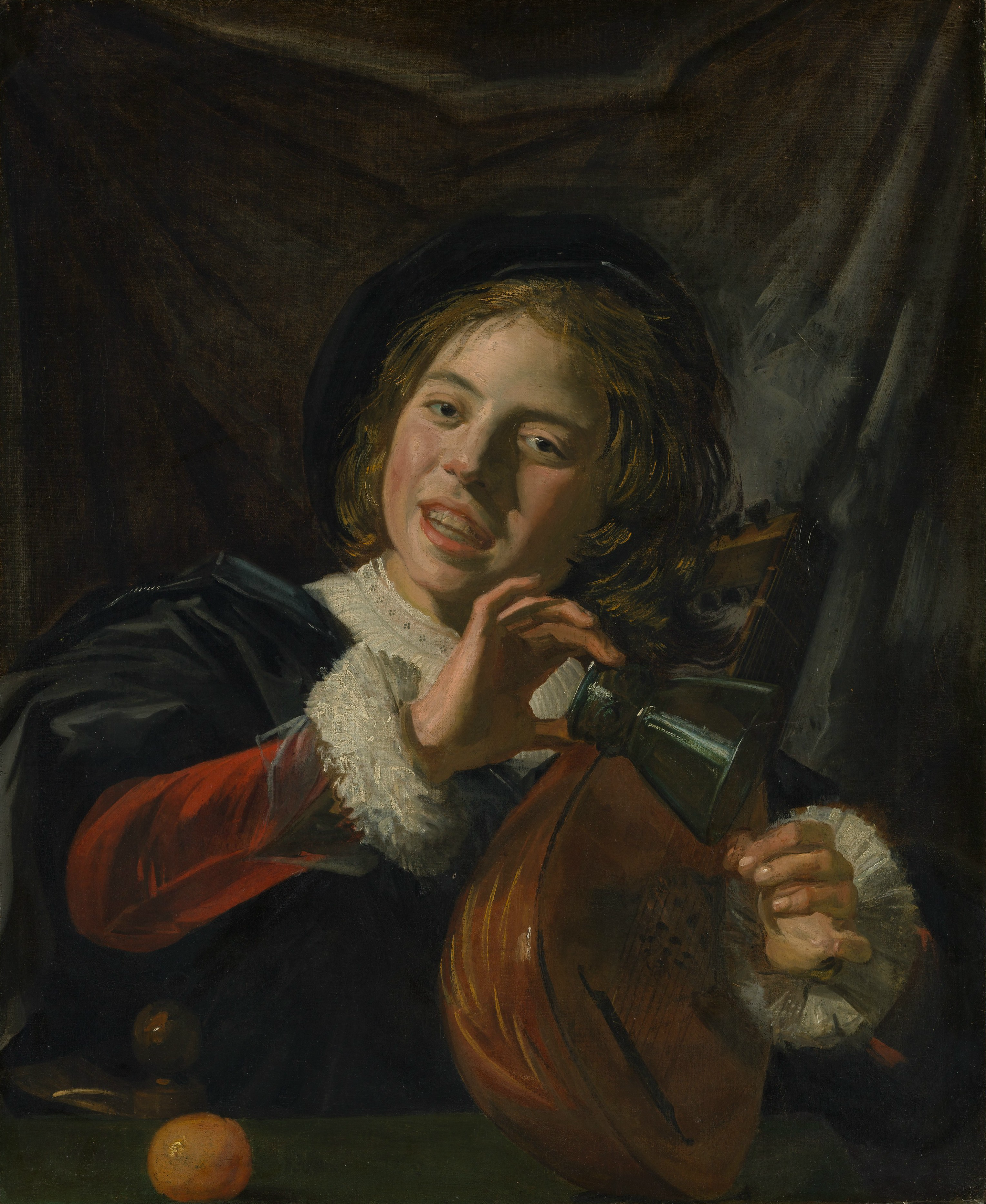
《拿鲁特琴的男孩》，约1625年，藏于纽约大都会艺术博物馆